# Armée impériale japonaise
Pour les articles homonymes, voir Armée impériale.
L'Armée impériale japonaise (大日本帝國陸軍, Dai-Nippon Teikoku Rikugun) est la composante terrestre des forces armées de l'empire du Japon de 1867 à 1945.
Entre 1894 et 1945, l'Armée impériale nippone participa à deux guerres sino-japonaises, à la guerre russo-japonaise, à la colonisation de Corée, à la Première Guerre mondiale, à la constitution de l'État fantoche du Mandchoukouo et aux campagnes d'Asie et du Pacifique.
Lors de la Seconde Guerre mondiale, elle se distingua en s'imposant à la campagne des Indes orientales néerlandaises et plusieurs autres batailles, notamment celle de Bataan. Ses victoires de 1941 à 1942 ont permis au Japon d'occuper, en plus du territoire conquis à la suite de la guerre sino-japonaise, une partie de l'Asie du Sud-Est et donc de contribuer à l'agrandissement de la sphère de coprospérité de la grande Asie orientale. Elle est également réputée pour avoir farouchement résisté pendant la reconquête des îles orchestrée par les États-Unis à partir de 1943, menant les Alliés à recourir aux bombardements atomiques de Hiroshima et Nagasaki pour mettre fin à la guerre en 1945.

## Histoire

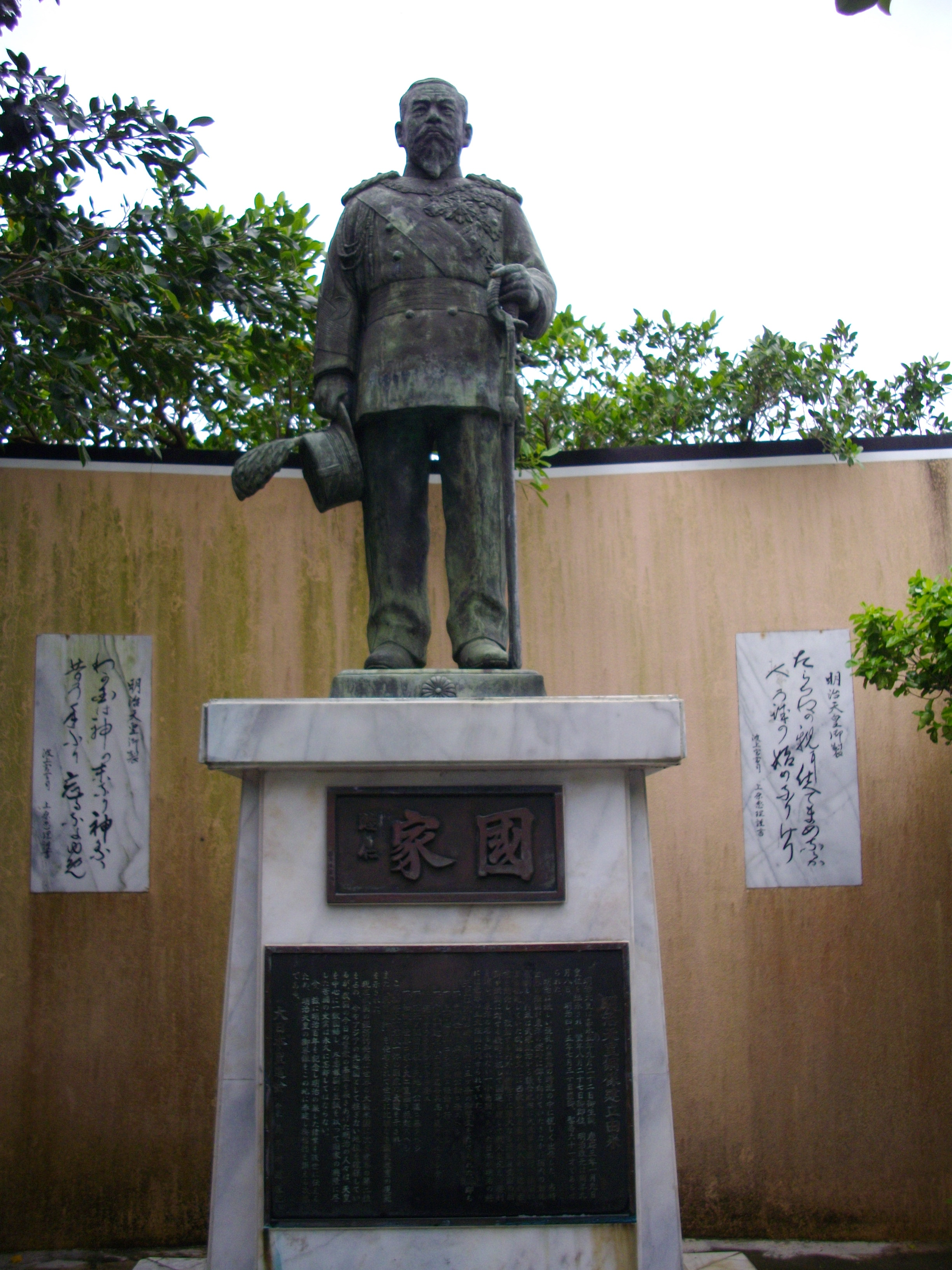
Bronze érigé en l'honneur de l'empereur Meiji, père fondateur du Japon moderne à Naha.

L'Armée impériale japonaise a été créée pour remplacer l'armée japonaise traditionnelle constituée par les samouraïs. L'armée japonaise s'est inspirée des pays européens pour se moderniser. L'aide à cette modernisation a été fournie par les pays occidentaux, principalement la France, les États-Unis, le Royaume-Uni et plus tard, l'Allemagne. Entre 1894 et 1945, l'Armée impériale japonaise participa à deux guerres sino-japonaises, à la guerre russo-japonaise, à la prise en main de la Corée, à la Grande Guerre et aux campagnes du Pacifique.

### Ouverture à l'Occident et naissance de l'Armée impériale

#### Les préludes à la restauration de Meiji
La société que découvre le commodore américain Matthew Perry le 8 juillet 1853 est une société militarisée de clans familiaux féodaux qui divise l'empire du Japon.
Devant la démonstration de force, le bakufu se plia aux exigences américaines : par deux traités, celui de Kanagawa en 1854, puis de Harris en 1858, le gouvernement shogunal se vit imposer l'ouverture au commerce avec les Etats-Unis de plusieurs de ses ports, un système d'extraterritorialité pour les citoyens américains, et le montant des taxes sur le commerce. L'empereur Kōmei refusa de sanctionner le traité de 1858, ce qui plongea le pays dans une forte instabilité politique, partagé entre deux camps : d'un côté, les loyalistes du sud-ouest du Japon, et quelques aristocrates de la cour impériale, qui souhaitaient restaurer les pouvoirs de l'empereur et expulser les Occidentaux du pays, de l'autre, les dignitaires du bakufu plus modérés, les samurai du domaine de Satsuma dans le sud du Japon, et quelques aristocrates souhaitant une alliance de la cour impériale et du shogunat, qui adoptèrent une attitude de résistance passive face aux Occidentaux, dont ils estimèrent que la supériorité en matière de technologie et d'armement ne mènerait qu'à la défaite en cas de guerre ouverte.
Pour faire face aux menaces extérieures, le bakufu mena une politique active en matière de défense : il construisit de nombreux arsenaux destinés à produire des canons modernes, acheta un navire à vapeur aux Néerlandais, le Kankō Maru, importa des dizaines de milliers d'armes à feu, et invita des attachés militaires, principalement français. En 1862, les forces militaires du Shogunat avaient été modernisées à marche forcée, bien que la priorité a été donné à la marine de guerre. L'armée shogunale, composée de samurais recrutés au sein des domaines, souffrait de quelques lacunes : les domaines disposaient librement de leurs propres forces, et ceux-ci n'envoyaient pas leurs meilleurs éléments. En outre, les méthodes de combat occidentales ne rencontraient pas l'unanimité parmi les soldats de l'armée shogunale, de même que l'entraînement à l'arme à feu et à la baïonnette, privilégiant le maniement de l'épée et la lance.
En janvier 1863, pressé par la frange la plus radicale des loyalistes, l'empereur Kōmei signa un décret ordonnant au shogunat d'expulser l'ensemble des Occidentaux du pays dans les six mois. En juin 1863, des navires occidentaux traversant le détroit de Shimonoseki furent attaqués par les forces militaires du domaine de Chōshū. En représailles, l'US Navy organisa une expédition punitive, envoyant le navire de guerre USS Wyoming (en) affronter la flotte du domaine de Chōshū, qu'il défait lors de la bataille de Shimonoseki.
Un mois plus tard, des navires de guerre britanniques stationnèrent dans la baie de Kagoshima, afin de faire pression sur le domaine de Satsuma : les Britanniques souhaitaient appréhender un des auteurs de l'assassinat du citoyen anglais Charles Lennox Richardson lors de l'incident de Namamugi, et obtenir la compensation financière promise par le bakufu. À cause des vents forts, la flotte commandée par Augustus Leopold Kuper se plaça à portée des batteries côtières de Kagoshima, qui firent feu sur les navires anglais. Si les Britanniques décidèrent de se retirer sans avoir obtenu gain de cause, la ville de Kagoshima subit des dommages importants, l'ensemble de ses batteries côtières ayant été détruites.
Depuis 1840, certains domaines féodaux, comme celui de Chōshū ou de Satsuma, avaient acquis des pièces d'artillerie occidentales, et formé des soldats à leur usage, afin de renforcer leur puissance militaire et leur autonomie vis-à-vis du bakufu. Grâce à l'appui de conseillers militaires anglais, les samurai du domaine de Satsuma avaient également adopté de nouvelles techniques de combat, et notamment les formations tactiques d'infanterie en ordre dispersé, abandonnant les formations en ordre serré utilisées lors d'assauts de masse. Le domaine de Chōshū confia le soin à Takasugi Shinsaku d'organiser de nouvelles unités de fusiliers, composées à la fois de guerriers et de paysans, nommées Kiheitai. Cette milice, combattant avec des mousquets ou des fusils à mèche dépassés, était pauvrement équipé. Elle n'était, de toute manière, pas destinée à combattre en première ligne, mais plutôt à suppléer l'armée régulière ou à patrouiller les zones côtières du domaine.
En août 1864, les éléments les plus radicaux du domaine de Chōshū, chassés du palais impérial à la suite du coup d’État des clans Satsuma et Aizu, marchèrent sur la ville de Kyoto pour restaurer le pouvoir impérial. Les insurgés Chōshū, composés de troupes régulières et d'unités Kiheitai, furent repoussés par les forces combinées Satsuma et Aizu lors de la bataille des portes interdites. En représailles, le shogunat mena la première expédition de Chōshū à la tête d'une coalition de 150 000 hommes : devant la démonstration de force, les responsables de la rébellion des portes Hamaguri furent discrédités, et remplacés par des bureaucrates conservateurs. Le shogun punit également les hauts-fonctionnaires Chōshū, accusés d'avoir encouragés la rébellion. Malgré l'insistance des nouvelles autorités du domaine, les Chōshū loyalistes, en particulier les plus jeunes, refusèrent de dissoudre les unités Kiheitai : tirant les leçons de la défaite aux portes Hamaguri, dont ils attribuèrent les origines non pas à la milice Kiheitai, mais à un armement inférieur aux troupes coalisées, ils encouragèrent la création d'autres unités mixtes, composées à la fois de guerriers et de paysans, formées à l'armement et aux techniques de combat occidentales. Takasugi Shinsaku équipa ces nouvelles unités avec de l'équipement moderne, acheté à des marchands d'armes britanniques, et les soumit à une discipline draconienne. Ōmura Masujirō, un autre des Jeunes-Turcs du domaine de Chōshū, entraîna les Kiheitai aux tactiques d'escarmouches occidentales, afin de les déployer comme unités de guérilla, ou de franc-tireurs, en soutien des troupes régulières.
Sous la direction de Takasugi Shinsaku, les unités Kiheitai lancèrent début 1865 un raid dans la ville de Shimonoseki, capitale du clan Chōshū, plongeant le domaine dans la guerre civile. Selon Edward Drea, la milice, à l'avant-garde de la réforme militaire, fit preuve d'une grande habileté tactique dans l'utilisation de ses nouvelles armes. En mars 1865, Takasugi avait pris le contrôle de la capitale, défait les troupes shogunales envoyées pour le chasser, et expulsé les sympathisants du shogun. Néanmoins, sa santé se dégradant, les autorités de Chōshū le remplacèrent par Ōmura Masujirō, qui fut chargé de réorganiser l'armée du domaine. Il rééquipa les unités Kiheitai avec des fusils Minié, et introduisit des exercices de maniement à la baïonnette. Au milieu de l'année 1865, Masujirō disposait d'une force de 4000 hommes, ce qui poussa le bakufu à organiser une deuxième expédition punitive contre le domaine de Choshū.
Bien que le shogunat Tokugawa annonçât ses intentions en mars 1866, les forces du bakufu, organisées en colonne, n'atteignirent la frontière nord du domaine de Choshū qu'en juin de la même année, ce qui laissa le temps aux troupes menées par Ōmura Masujirō de préparer leurs défenses. Pour affronter les forces armées du shogunat, largement supérieures en nombre et en puissance de feu, Masujirō privilégia les attaques sur les flancs ou sur les arrières-gardes de la colonne d'infanterie, une tactique qu'il qualifia de chasse aux lapins. Le déroulement d'une attaque était toujours identique : une unité de Kiheitai engageait une partie de la colonne ennemie, l'obligeant à se disperser par un tir de saturation, puis décrochait avant que les troupes du shogun eussent le temps de riposter. La stratégie de Masujirō fut couronnée de succès : en octobre 1866, les troupes ennemies, démoralisées, battaient en retraite.
Les performances au combat des unités de Kiheitai convainquit les autorités militaires du domaine de Chōshū de l'intérêt de mobiliser des soldats de toutes les classes sociales, et pas seulement des samurai. Pour réorganiser son armée, particulièrement éprouvée par l'expédition de Chōshū, le bakufu fit appel à des conseillers militaires occidentaux, et notamment français. En janvier 1867, le bakufu disposait de deux bataillons d'infanterie modernes, et de deux d'artillerie, ce qui, selon Edward Drea, rendait inévitable une nouvelle confrontation avec les domaines rebelles.

#### Guerre de Boshin
La mort de l'empereur Kōmei au début de l'année 1867, et l'accession au trône du jeune Mutsuhito, donna l'occasion aux domaines de Chōshū et de Satsuma de légitimer leur rébellion contre le bakufu. Le 3 janvier 1868, les forces militaires des deux domaines s'emparèrent du palais impérial de Kyoto, proclamant la restauration du pouvoir impérial.
La réponse du shogun fut immédiate : il rassembla des troupes à Osaka, qu'il envoya affronter les forces coalisées du domaine de Chōshū et de Satsuma. Les troupes du shogun furent lourdement défaites lors de la bataille de Toba-Fushimi, par des forces deux fois inférieures en nombre. En quatre jours de combat, les troupes loyalistes perdirent 300 hommes, tandis que les troupes du Bakufu souffrirent du double des pertes de la coalition Chōshū-Satsuma. Pour Edward Drea, la bataille de Toba-Fushimi est d'une grande importance dans l'histoire du pays : une défaite des troupes des domaines de Chōshū et de Satsuma aurait discrédité le parti impérial et amoindrit l'influence de l'empereur dans l'histoire moderne du Japon. En outre, une victoire du shogun aurait retardé la réunification du Japon, laissant le pays vulnérable à une intervention étrangère. De fait, cette victoire consacre l'alliance du trône impérial avec la première armée moderne du Japon.
La bataille de Toba-Fushimi marquait le déclenchement de la guerre de Boshin. En mars 1868, le gouvernement impérial, institué par la révolte des domaines de Chōshū et Satsuma, créa une nouvelle administration, incluant une branche militaire. Le mois suivant, il mettait en place une nouvelle unité d'élite, la garde impériale, de 400 à 500 soldats, composée de samurai des domaines de Chōshū et Satsuma, de vétérans de la bataille de Toba-Fushimi, de paysans libres et de rōnin. Elle répondait directement aux ordres de l'empereur. Le gouvernement intima l'ordre aux domaines de restreindre la taille de leur armée, et de subvenir aux dépenses de l'école nationale de formation des officiers à Kyoto.
A la mi-mars 1868, le prince Arisugawa Taruhito prit la tête des forces gouvernementales qui convergeaient vers la capitale du shogun à Edo, l'actuelle Tokyo. Divisées en trois colonnes, les troupes impériales progressèrent rapidement, malgré les nombreuses embuscades tendues par les forces du shogun. Les troupes menées par le prince Arisugawa atteignirent Edo au début du mois de mai.
Au bout de quelques mois, les autorités impériales décidèrent la dissolution de la branche militaire, constatant son inefficacité, et de la garde impériale, cette dernière manquant d'armes et d'équipements modernes. Pour remplacer la branche militaire, elles mirent en place une direction des affaires militaires, composée de deux bureaux : une pour l'armée, et une pour la marine. La direction des affaires militaires promulgua une loi relative à l'organisation de l'armée, déterminant pour chaque han le nombre d'hommes concernés par la mobilisation selon la production annuelle de riz du domaine. La nouvelle armée de conscrits, chōheigun, comptait dans ses rangs tout autant de samurai que de roturiers. En juin 1868, les autorités impériales précisèrent les modalités de la levée : pour 10 000 kokus de riz produits, chaque domaine devait mobiliser au moins 10 hommes. Cependant, ce système rencontra rapidement ses limites, le gouvernement impérial entrant en compétition avec les domaines pour recruter des soldats, et fut aboli en 1869.
Ce ne fut toutefois pas la caste des bushis qui sortit triomphante de cette modernisation accélérée mais bien le pouvoir impérial jusque-là resté symbolique. L'empereur Meiji sut en effet rapidement s'imposer comme le grand rénovateur et modernisateur du Japon séculaire. Ce fut le début de l'ère Meiji. Le Japon avait par ailleurs l'avantage d'être d'emblée mis au contact de la technologie militaire la plus moderne de l'époque : le fusil à verrou, le canon en acier puis la mitrailleuse (qui en Occident même faisaient parfois l'objet d'un certain scepticisme dans les milieux militaires).
Graduellement émerge le besoin d’une force militaire stable dépendant du pouvoir central plutôt que de fiefs régionaux, si possible constituée au-delà de la classe des samouraïs, et suffisamment moderne pour intégrer les développements doctrinaux et matériels de l’Occident.
La garde impériale fut créée en 1867. Elle devint le noyau dur de l'Armée impériale japonaise après que l'empereur Meiji ait retrouvé les pleins pouvoirs à la suite de la restauration de Meiji. Constituée de 12 000 hommes organisés et entraînés par des militaires français, la garde impériale combattit pour la première fois pendant la rébellion de Satsuma. Plusieurs tentatives sont nécessaires, mais enfin, après l’écrasement d’une dernière révolte en 1877, la primauté de l’armée régulière est établie, et un système de conscription se met progressivement en œuvre jusqu’à devenir établi en une vingtaine d’années. L'empereur Meiji s'éteint le 30 juillet 1912 en laissant derrière lui un formidable legs politico-militaire. De 1904 à 1945, un yen militaire japonais est mis en circulation pour régler la solde des militaires des forces impériales japonaises.
Les officiers japonais furent formés dès la naissance de l'Armée impériale par des officiers occidentaux (américains d'abord, puis britanniques, allemands et français). La doctrine traditionnelle du bushido fut peu à peu réintégrée à partir de la fin du XIXe siècle, et réinterprétée au cours de l'ère Shōwa pour justifier les excès des troupes auprès des prisonniers de guerre et des populations conquises. Le Tennō, traduit en Occident par empereur, devint à compter de la restauration Meiji le commandant suprême de l'armée et de la marine. L'empereur n'est pas un autocrate de droit divin : en vertu du Kokka Shintō (国家神道), il est perçu comme un dieu incarné (arahitogami).

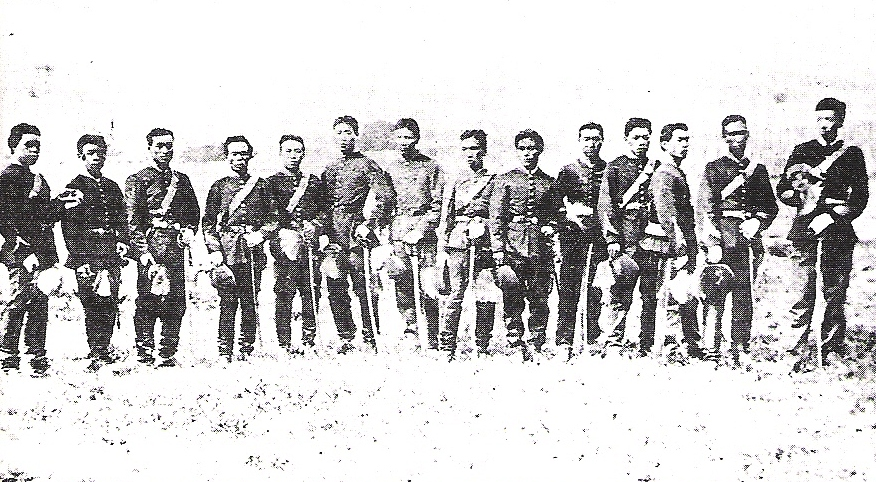
Photographie d'officiers japonais de l'armée impériale en 1875.
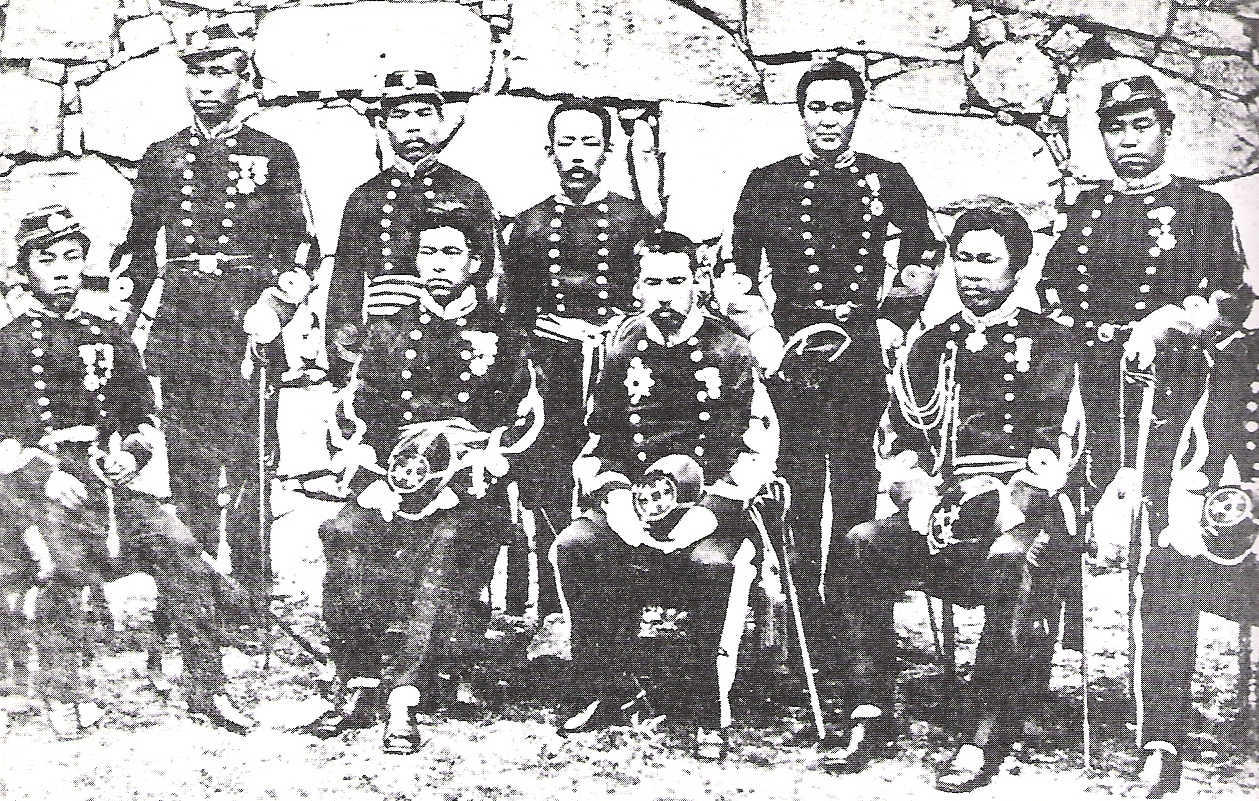
L'armée Kumamoto en 1877 — le Japon au bord de la guerre civile de la fin du XIXe siècle. Ruki Wasashi (3e à gauche) ; Hikari Osawa (1er à gauche)
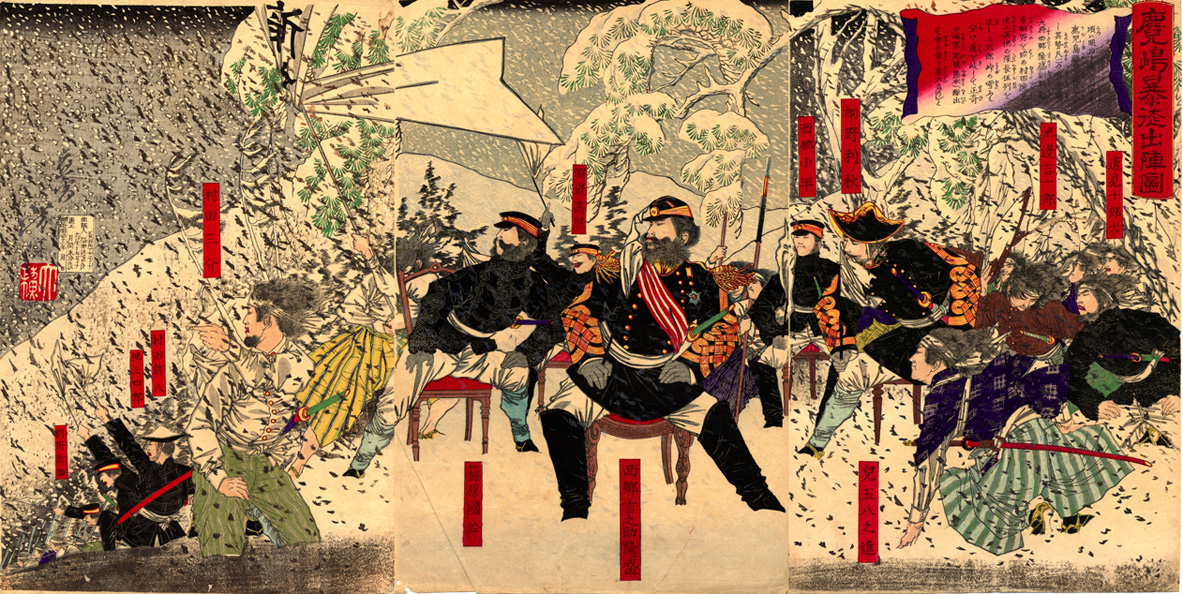
1877 : la rébellion de Satsuma. La Royal Navy apporta son soutien à l'Armée impériale pour écraser cette révolte samouraï.
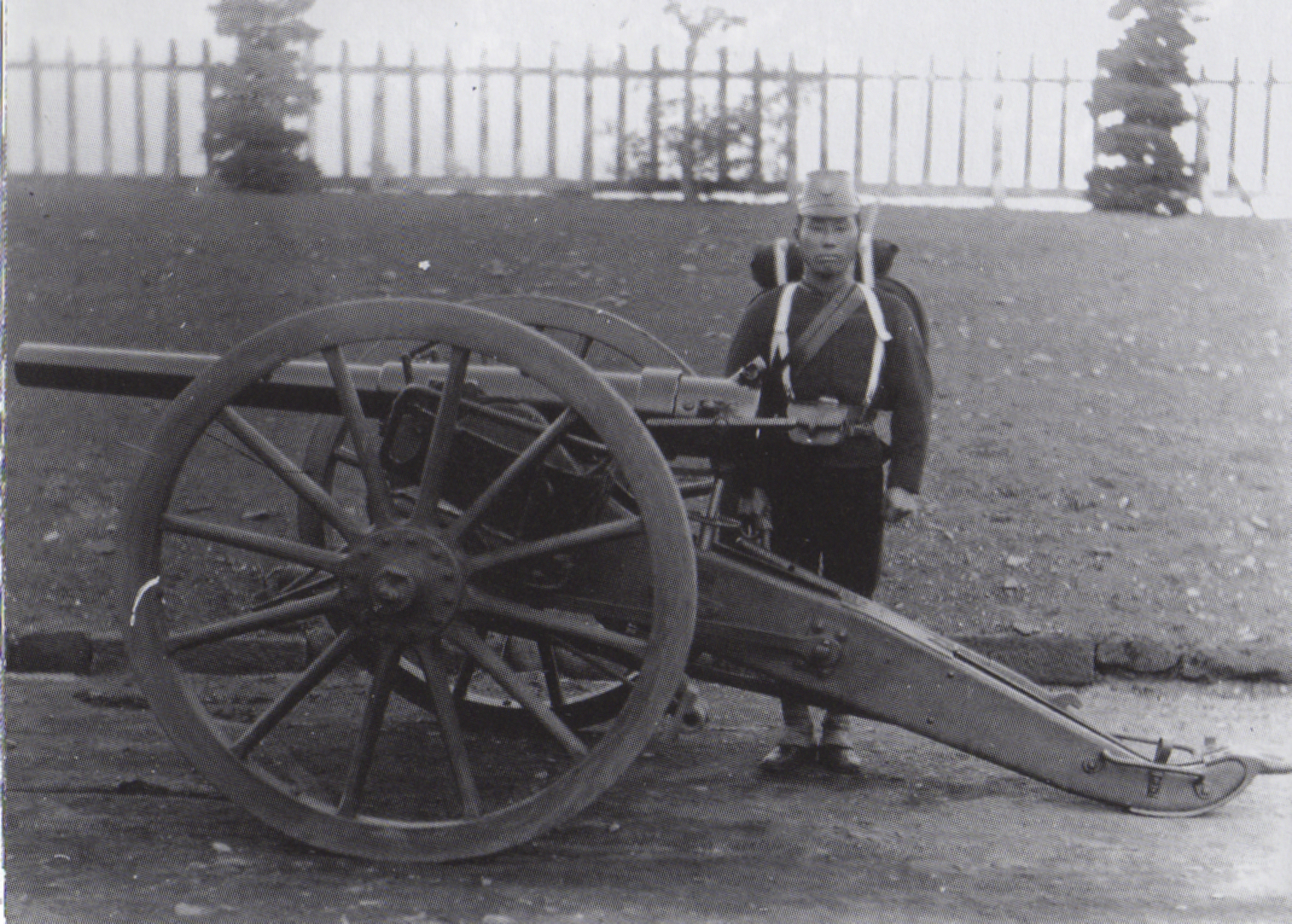
Artillerie japonaise en 1882
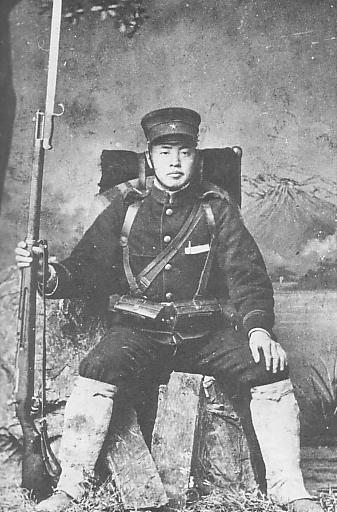
Soldat japonais en 1894 (Première guerre sino-japonaise).
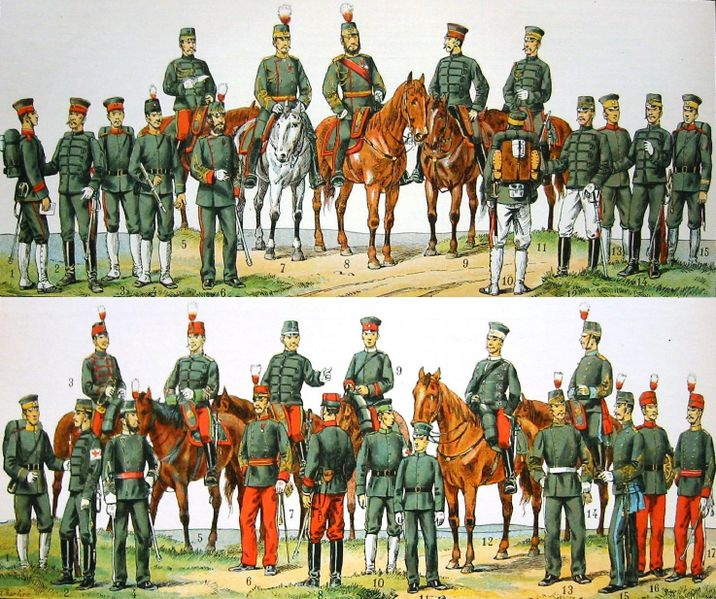
L'Armée impériale japonaise en 1900

### Première Guerre mondiale

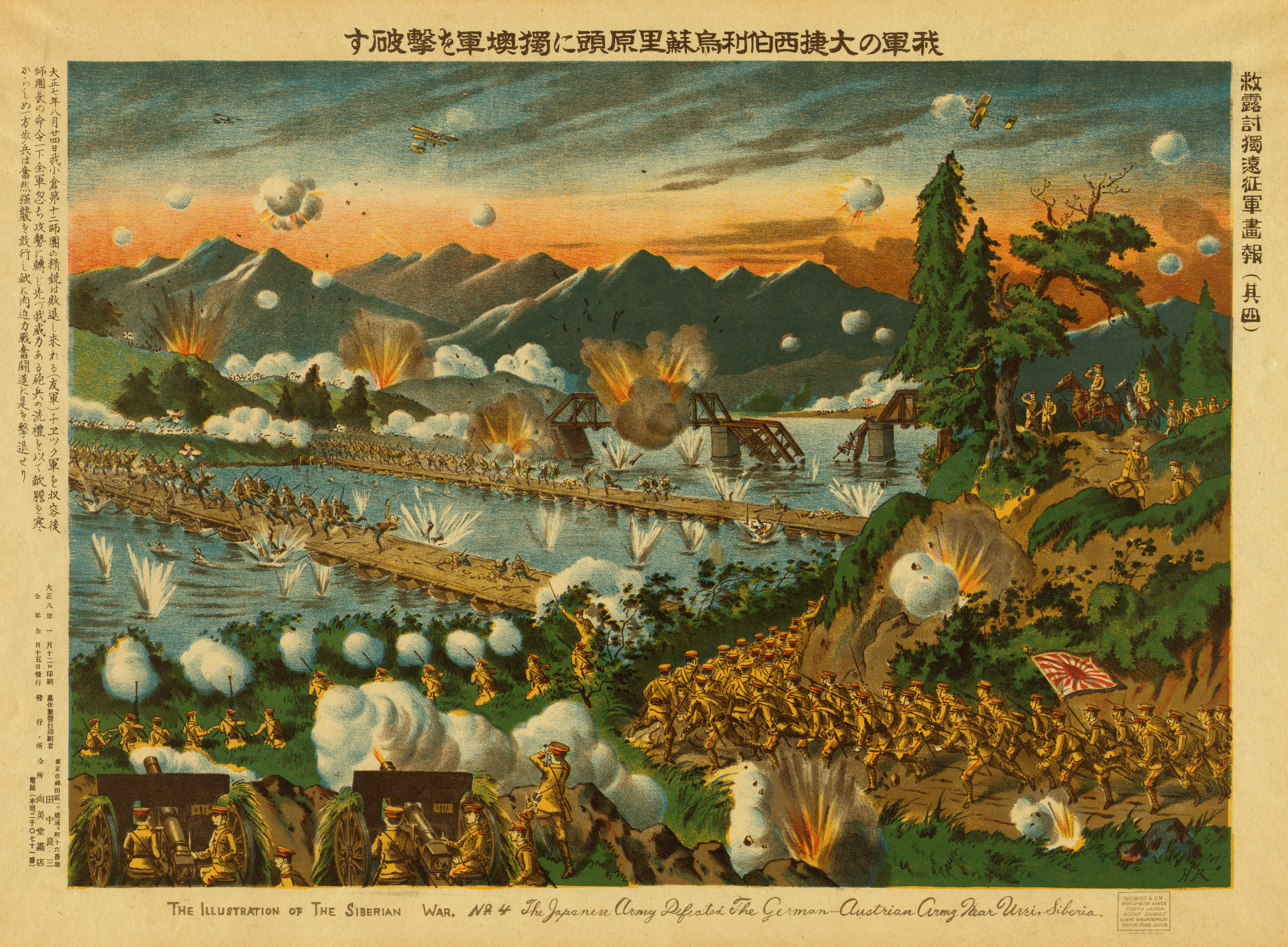
Siège de Tsingtao ; Chine, 1914

En 1914, le Japon se joignit aux Alliés dans l’intention de tirer avantage du conflit mondial pour poursuivre son développement industriel et économique. Bien que fort modeste, la participation japonaise au conflit ne se limita pas à une adhésion pro forma à l'alliance contre les empires centraux :
- prise de Tsingtao, durant laquelle le Royaume-Uni et le Japon combattirent ensemble
- chasse aux corsaires allemands dans le Pacifique et attaque des troupes allemandes de Micronésie — Théâtre océanien de la Première Guerre mondiale.
- fourniture d'équipement et d'armement à la Russie tsariste
- envoi de vaisseaux en mer Méditerranée

Aux traités de 1919 dont le traité de Versailles, le Japon obtint la cession des colonies allemandes du Pacifique (îles Carolines, îles Mariannes et îles Marshall). En revanche, son intervention en Sibérie à la faveur de la guerre civile russe resta sans lendemain. Auparavant, le 21 janvier 1915, le « pays du Soleil levant » présenta à la Chine ses Vingt et une demandes, véritable programme de protectorat. Mais la conférence de Washington (1920-1921) contraignit le « petit Poucet » japonais à modérer ses prétentions. Cette attitude hautaine des puissances occidentales et la reculade gouvernementale furent fort mal perçues par les milieux nationalistes, en particulier le « parti » des jeunes officiers, ce qui aura de graves conséquences dans les années suivantes.

### Entre-deux-guerres

#### Mécanisation de l'Armée impériale

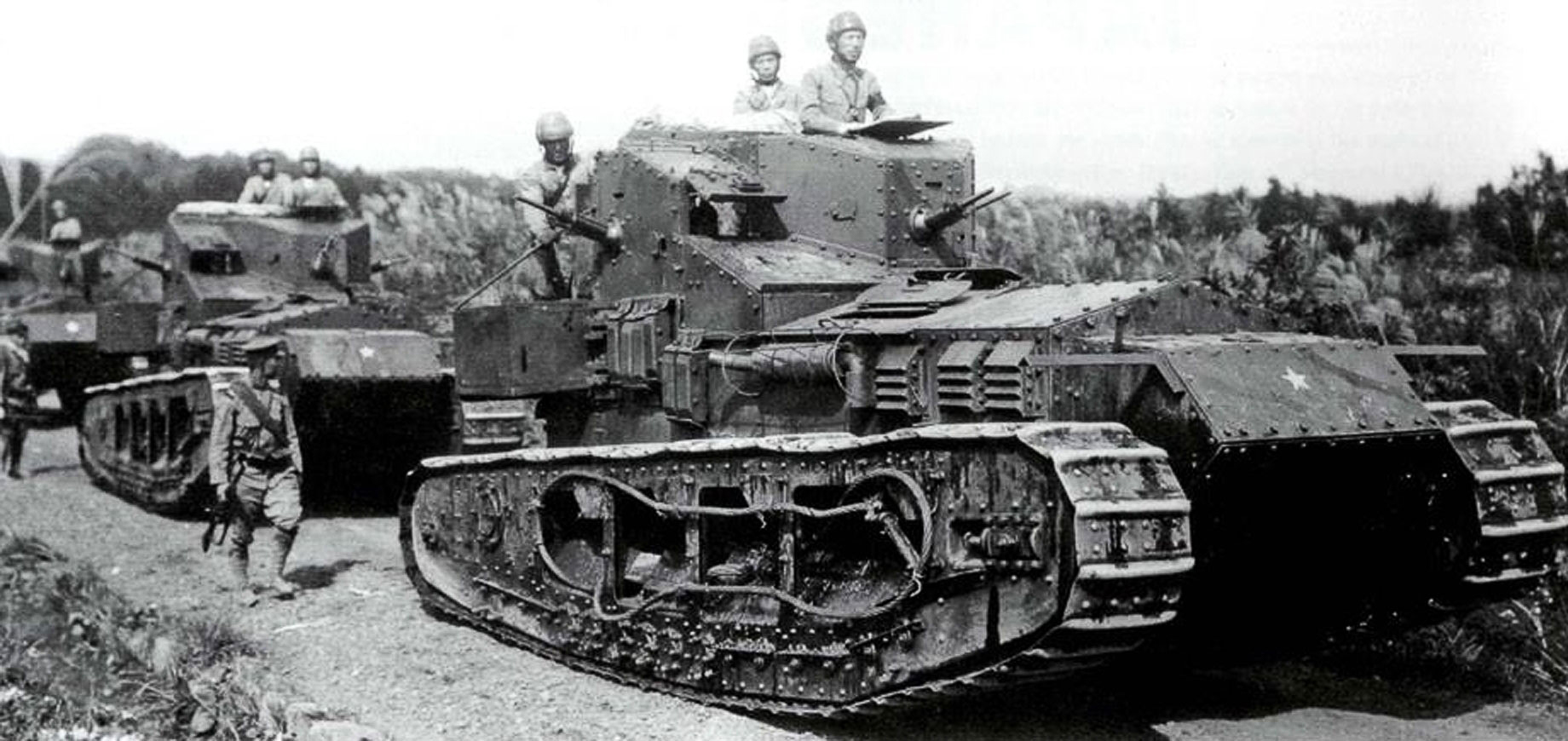
Chars britanniques Mark A Whippet en service dans l'armée nippone : naissance de l'arme blindée

Note préliminaire : la désignation du matériel militaire japonais « Type XX.. » fait référence au calendrier mythologique impérial. Pour la correspondance dans le calendrier grégorien, il faut retirer 660 (exemple : 2592 = 1932).
Après la Première Guerre mondiale, l'empire du Japon reçut de ses alliés (France et Royaume-Uni) quelques chars qui furent étudiés et testés. L'infanterie était la reine du champ de bataille dans la doctrine militaire nippone mais, fidèle à l'esprit progressiste de l'ère Meiji, le grand État-major japonais (参謀本部, Sanbō Honbu) envisagea dès l'abord le développement d'une arme blindée nationale et d'une industrie lourde d'armement pour des productions exclusivement indigènes. Dans les années 1920, cette idée fit d'autant plus facilement son chemin que les planificateurs des projets militaires ne trouvèrent finalement pas le matériel souhaité sur le marché international de l'armement. Le programme démarra donc avec le développement du Tank Expérimental No 1 Type 2587, un char lourd resté sans lendemain mais qui cependant permit aux Mitsubishi Heavy Industries de se lancer dans la production de ce type de matériel.

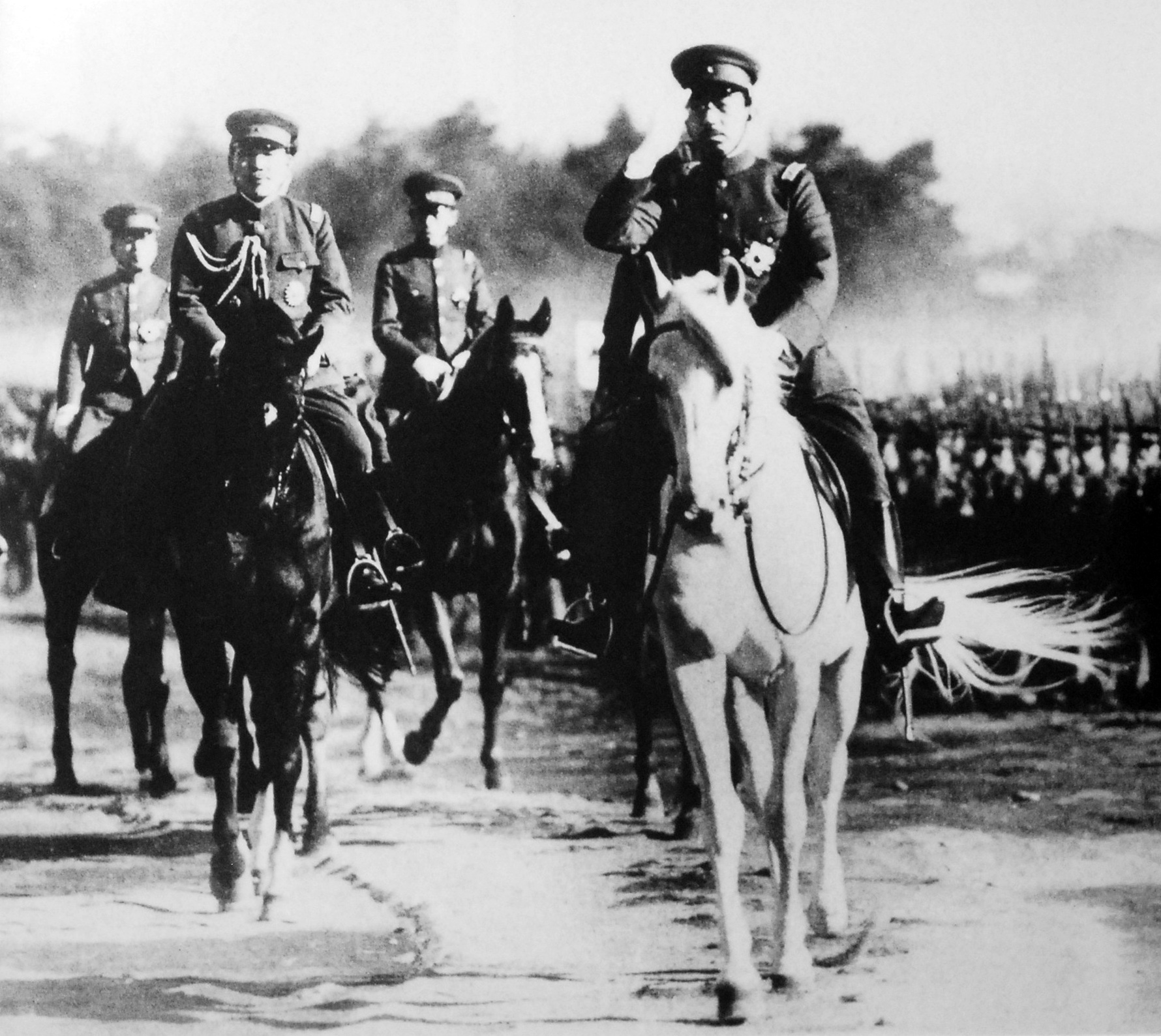
L'empereur Shōwa chevauchant Shirayuki lors d'une inspection d'un régiment de l'Armée impériale en août 1938.

L'incident de Jinan en 1928 attira l'attention de l'État-major impérial sur l'intérêt de se doter également d'automitrailleuses de reconnaissance, plus flexibles et mobiles que le tank. Forte de son expérience dans la construction de blindages navals, l'industrie sidérurgique nippone permit à l'arme blindée de l'Armée impériale de se développer rapidement. Le premier char indigène opérationnel fut le Char moyen Chi-Ro Type 89 (2589).

#### Rôle dans la politique interne et externe du Japon
Durant l'ère Shōwa, l'empereur Hirohito qui assurait la régence depuis 1921, accède au trône impérial en 1926. Au cours des années suivantes, tandis que l’économie se développe à grande vitesse, deux forces vont peser sur la géopolitique japonaise. Les clans financiers zaibatsu actifs en Corée et la jeune génération des officiers qui font un peu figure de « Jeunes-Turcs » nippons.
Hostiles au parlementarisme comme au capitalisme, les jeunes officiers de la faction de la voie impériale (皇道派, Kōdōha) se font les champions de la « Voie de l’État impérial » (八紘一宇, Hakkō ichi'u), idéologie autoritaire de rassemblement national autour de la personne sacrée de l’empereur Leur activisme trouve une justification dans la fragilité de l’économie. Avec un Japon pauvre en matières premières et travaillant principalement pour l’exportation, celui-ci est à la merci de la fermeture de marchés extérieurs, tant pour ses approvisionnements que pour l'écoulement de sa production. Seules les conquêtes militaires semblent être capables de garantir ses débouchés et d’assurer ses ressources vitales en matières premières. Cible toute trouvée de cet impérialisme « colonialiste » : le continent asiatique, c’est-à-dire la Chine et la Mandchourie, la Corée faisant déjà alors partie de la sphère d'influence japonaise depuis le début du siècle. En pensant de la sorte, ces jeunes patriotes ne font en somme que s'inscrire dans la ligne et la logique de la politique chinoise des puissances occidentales au XIXe siècle.
Face à eux, une autre faction de l'armée appelé la faction du contrôle a essayé de représenter politiquement les éléments conservateurs (modérés) de l'armée. La tentative de coup d'État appelé incident du 26 février provoqua une purge presque complète des membres de la Kōdōha des plus hautes positions de l'armée et la démission de Sadao Araki.

### Invasion de la Mandchourie et de la Chine

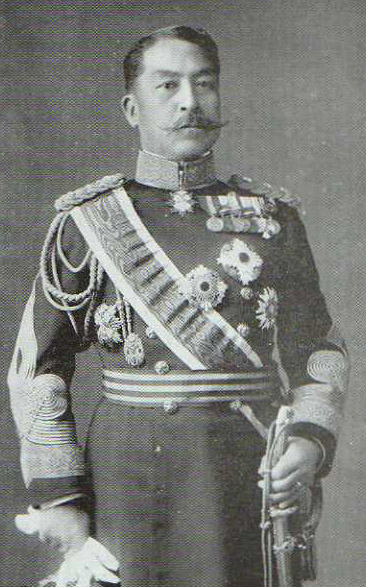
Le prince Kotohito Kan'in, grand-oncle de Hirohito et chef d'État-major de l'armée de 1931 à 1940

Pour imposer son point de vue, le clan de jeunes officiers n'hésite pas à recourir à l'assassinat, comme au temps du shogunat. Plusieurs personnalités, notamment les anciens Premiers ministres Inukai Tsuyoshi et Saitō Makoto, sont assassinées entre 1932 et 1936. Les « durs » reçoivent le soutien de l’armée du Mandchoukouo. La pénétration japonaise s'est en effet poursuivie de façon accélérée en Manchourie. À la suite de l’incident de Mukden (septembre 1931), provoqué par des éléments de l'armée du Guandong, l'armée nippone avait ouvertement occupé le pays devenu en 1932 l'empire fantoche du Mandchoukouo, soumis à une colonisation militaire intense avec « l'approbation » de l'empereur Puyi. À la suite de ces évènements, l'empire du Japon avait d'ailleurs quitté la SDN en mars 1933. La faction ultra de l'Armée impériale avait ainsi les mains libres. L'année suivante, le Japon dénonçait les accords de Washington de 1922 qui limitaient ses armements et sa puissance navale. Après l'avènement d'Adolf Hitler en Allemagne, une nouvelle étape est franchie avec le rapprochement du Troisième Reich et la signature avec l’Allemagne et l'Italie fasciste du pacte anti-Komintern en novembre 1936. Assez curieusement, au nom de ce pacte, ces deux puissances avaient fourni du matériel militaire au Kuomintang, matériel que l'armée japonaise capturera lors de l'agression contre la République chinoise. L'armée japonaise se ravitaille sur le terrain et sa progression est donc accompagnée d'une politique de pillages. En outre, elle procède à la production et au commerce d'opium à grande échelle.
Le même esprit « spartiate » tendit alors à se répandre au Japon même, sous l’influence des « Jeunes-Turcs ». En dépit de difficultés de coordination entre les divers secteurs de l'économie, celle-ci se « mobilisa » pour la guerre. Le léger « boom » économique qui en résultat ne fit que rendre la position des extrémistes plus populaire au sein du petit peuple, tout en inquiétant de plus en plus les milieux politiques plus modérés. Le prince Konoe, Premier ministre, se fit lui-même l'avocat de leur cause auprès du trône. À la suite d’une série d’opérations menées depuis la Mandchourie, le Japon envahit la Chine orientale en juillet 1937. L’armée nippone occupe Pékin, Nankin et les régions côtières. Cette action — et surtout les atrocités qui l'accompagnent (cf. Massacre de Nankin) — provoquent de façon irrémédiable l’hostilité des États-Unis qui considèrent la Chine comme leur « chasse gardée ». Soucieux de ne pas être pris à revers par la Russie soviétique, les Japonais ménagent cependant l’URSS, malgré leur adhésion au pacte, leurs visées s’orientant plutôt vers les ressources du sud-est asiatique : le caoutchouc de l’Indochine française et le pétrole des Indes orientales néerlandaises.

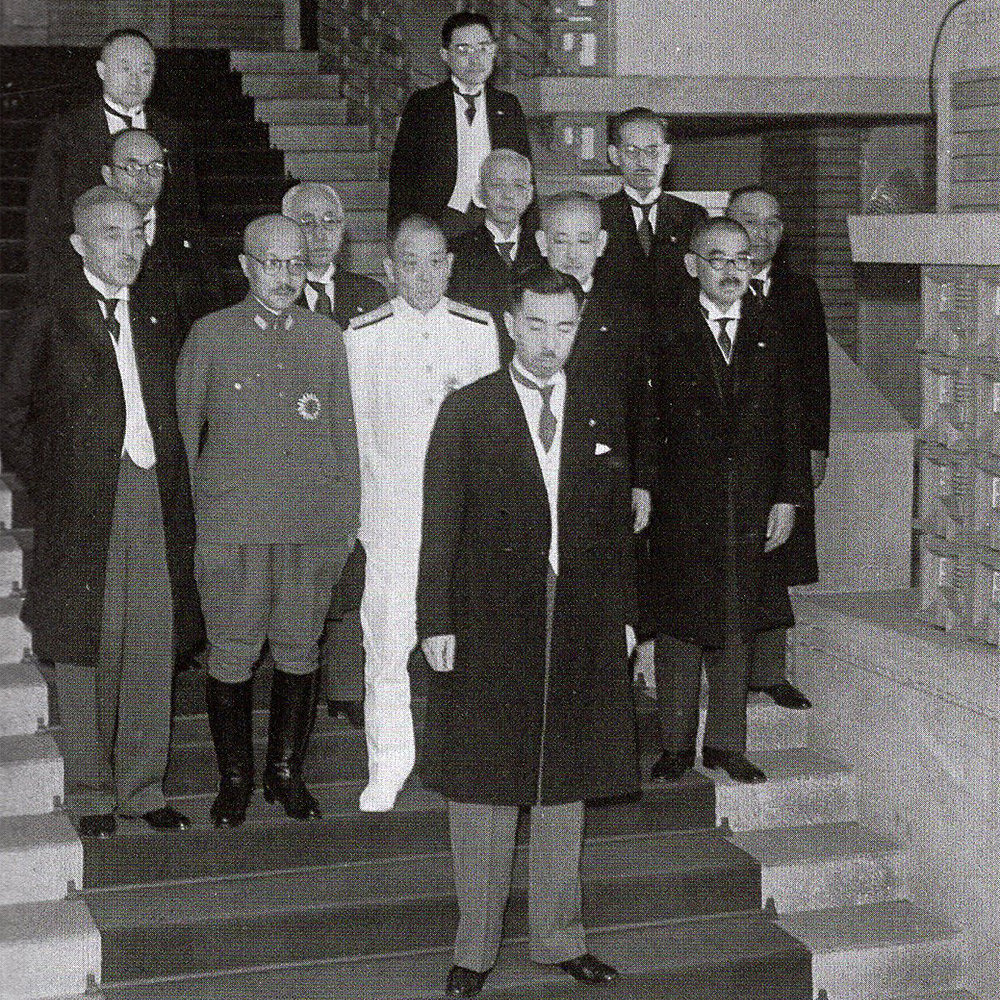
Le cabinet Konoe avec, au second plan, le général Tojo, ministre de la Guerre, qui lui succédera à ce poste et précipitera le Japon dans la guerre de la Grande Asie orientale.

Après la défaite française de juin 1940, l'armée nippone occupe des bases au Tonkin tout en respectant les apparences de la souveraineté française, au prétexte « d'aider » le régime de Vichy balbutiant à faire face aux menaces anglo-saxonnes. Cette intervention provoque la décision du président Roosevelt d’asphyxier l’économie japonaise et de mettre l’embargo sur ses fournitures en pétrole. Dès ce moment, une confrontation directe avec les États-Unis devient de plus en plus à l'ordre du jour. En octobre 1941, le remplacement du Premier ministre, le prince Konoe, par le général Hideki Tōjō, marquant ainsi l'accession de l'Armée impériale au pouvoir, précipite l'entrée en guerre contre les Anglo-Saxons malgré l'opposition de la Marine et de l'amiral Isoroku Yamamoto, le planificateur réticent de l'attaque de Pearl Harbor.

### Seconde Guerre mondiale

#### Guerre de la Grande Asie orientale

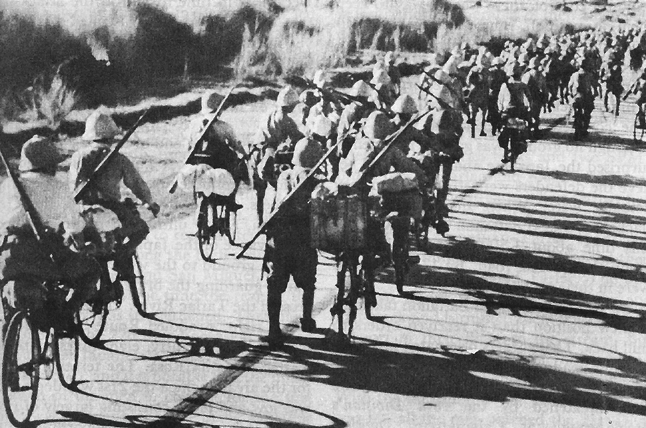
Unité d'infanterie cycliste lors de l'invasion des Philippines.

En 1941, la situation exposée de l'Asie à la suite de la défaite ou des difficultés des Alliés (France, Grande-Bretagne, Pays-Bas, principales puissances coloniales dans la région) en Europe, l'offensive allemande contre « l'ours soviétique » (opération Barbarossa) qui va détourner l'attention de celui-ci vers son front européen et la pression constante des États-Unis vont amener un empire du Japon militarisé à prendre l’initiative dans le Pacifique. Les forces japonaises envahissent Singapour et y massacrent plusieurs dizaines de milliers de civils, en particulier dans la communauté chinoise. Ses progrès rapides génèrent un grand nombre de prisonniers, contraints aux travaux forcés dans des conditions particulièrement éprouvantes : sur les 150 000 prisonniers affectés à la ligne de chemin de fer Taimen (entre la Thaïlande et la Birmanie), 42 000 moururent. Pour pallier les pertes, la conscription est imposée aux Coréens et entre 200 000 et 300 000 sont ainsi recrutés.
En novembre 1941, l'armée de terre était organisée en cinq groupes d'armée répartis comme suit :
- Commandement de défense général pour les forces stationnées au Japon métropolitain
- l'armée du Guandong, ou kantōgun en japonais, pour les forces en Mandchourie constituée en décembre 1941 de[19] :
  - QG Xinjing (entre parenthèses le nombre de divisions) :
    - 3e armée (2)
    - 4e armée (3)
    - 5e armée (2)
    - 6e armée (1)
    - 20e armée (2)
    - divisions autonomes (3) : (10e, 28e, 29e)
    - 1re et 2e brigades blindées
    - 2e et 5e armées de l'air

  - unités de recherche bactériologique et chimique (entre parenthèses leur lieu de stationnement) :
    - Unité 731 (Pingfang), Unité 100 (Xinjing), Unité 673 (Songo), Unité 516 (Qiqihar), Unité 1855 (Beijing), Unité 543 (Hailar), Unité 1644 (Nanjing), Unité 8607 (Guangzhou)
- l'armée de Corée pour les forces en Corée
- l'armée expéditionnaire japonaise de Chine pour les forces en Chine
- l'armée du Sud. Ce groupe d'armées est chargé des conquêtes en Asie du Sud-Est et dans le Pacifique est composé alors des :
  - 14e armée : aux Philippines
  - 15e armée : en Thaïlande
  - 16e armée : en East Indies (Indonésie, Papouasie, îles Salomon…)
  - 25e armée : en Malaisie

En juillet 1945, l'armée de terre dispose de 4 625 000 hommes sous les drapeaux répartis comme suit :
- 35 % au Japon
- 25 % en Chine (hors Mandchourie), Indochine, Birmanie
- 19 % en Mandchourie et Corée
- 15 % dans le Pacifique Est
- 3 % dans le Pacifique Centre
- 2 % dans le Pacifique Ouest

#### Fin de la guerre
En 1945, l'Armée impériale japonaise et le reste de la Marine furent assignées à la mise en place d'une défense de l'archipel nippon, l'opération Ketsugo jusqu'à ce que la nation ne tombe, selon la tradition du fukkaku (guerre d'usure). Mais cette invasion des Alliés (opération Downfall) anticipée par les Japonais n'a jamais vu le jour, à la suite des bombardements atomiques de Hiroshima et Nagasaki et à la fin de la guerre. Par ailleurs, une milice, peu armée, mais nombreuse, s'était formée face au danger d'invasion, les corps combattants des citoyens patriotiques (Kokumin Giyū Sentōtai).
Peu avant le discours de capitulation du Japon, quelques militaires fanatiques de l'armée en désaccord avec cette reddition future tentèrent même un coup d'État à l'encontre de l'empereur dans la nuit du 14 au 15 août 1945, qui tourna court lorsque les meneurs se retrouvèrent isolés sans aide au sein de l'État-major.
Concernant la reddition, le 14 août 1945, Hirohito affirma : « Nous ne voyons qu'une façon pour le Japon d'assurer son salut. C'est pour cela que nous avons décidé… de supporter l'insupportable ». Ces mots, synonymes de fin de guerre, mirent fin en quelque sorte à l'existence de l'Armée impériale japonaise. Dissoute, elle est remplacée en 1954 par une nouvelle armée toujours en activité aujourd'hui, les Forces japonaises d'autodéfense (自衛隊, Jieitai), destinées à seulement défendre le Japon et non à attaquer.

### Après-guerre

#### Jugement des criminels de guerre japonais

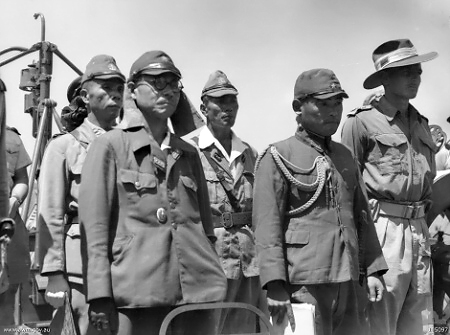
Reddition japonaise à Timor

- Le massacre de Nankin en 1937 : « Ordre du commandement du quartier général des régiments : tous les prisonniers de guerre doivent être exécutés » État-major de l’armée japonaise à Nankin, 13 décembre 1937
  - en décembre 1937, sur les écrans de toutes les salles de cinéma du Japon, les actualités projetaient les images dithyrambiques de la prise de Nankin. On y voyait l’armée japonaise triomphante du général Matsui entrer dans ce qui était alors la capitale de la Chine. Mais on n’y voyait pas les cadavres des 13 000 soldats chinois exécutés le jour même sur ordre du commandement nippon. Ignorant toutes les lois de la guerre, le général Iwane Matsui n’avait pas voulu s’embarrasser de prisonniers. C’était le début d’un carnage qui allait durer deux mois, le massacre le plus meurtrier d’une guerre qui pendant huit ans allait voir encore bien d’autres atrocités. Passé en conseil de guerre à Nankin, l’auteur principal du massacre de Nankin, Hisao Tani, fut condamné à mort et exécuté le 24 avril 1947[21].
- le meurtre des prisonniers de guerre occidentaux.
- l’Unité 731, qui a commis des atrocités en réalisant de nombreuses expériences sur des cobayes humains.

Toutefois, si l'armée est supprimée, les États-Unis maintiennent en fonction de nombreux dirigeants, y compris l'empereur. Dans les décennies qui suivent et jusqu'à aujourd'hui, les chaînes de télévision traitent rarement ces crimes et la presse ouvre largement ses pages à des auteurs négationnistes.

#### Séquelles

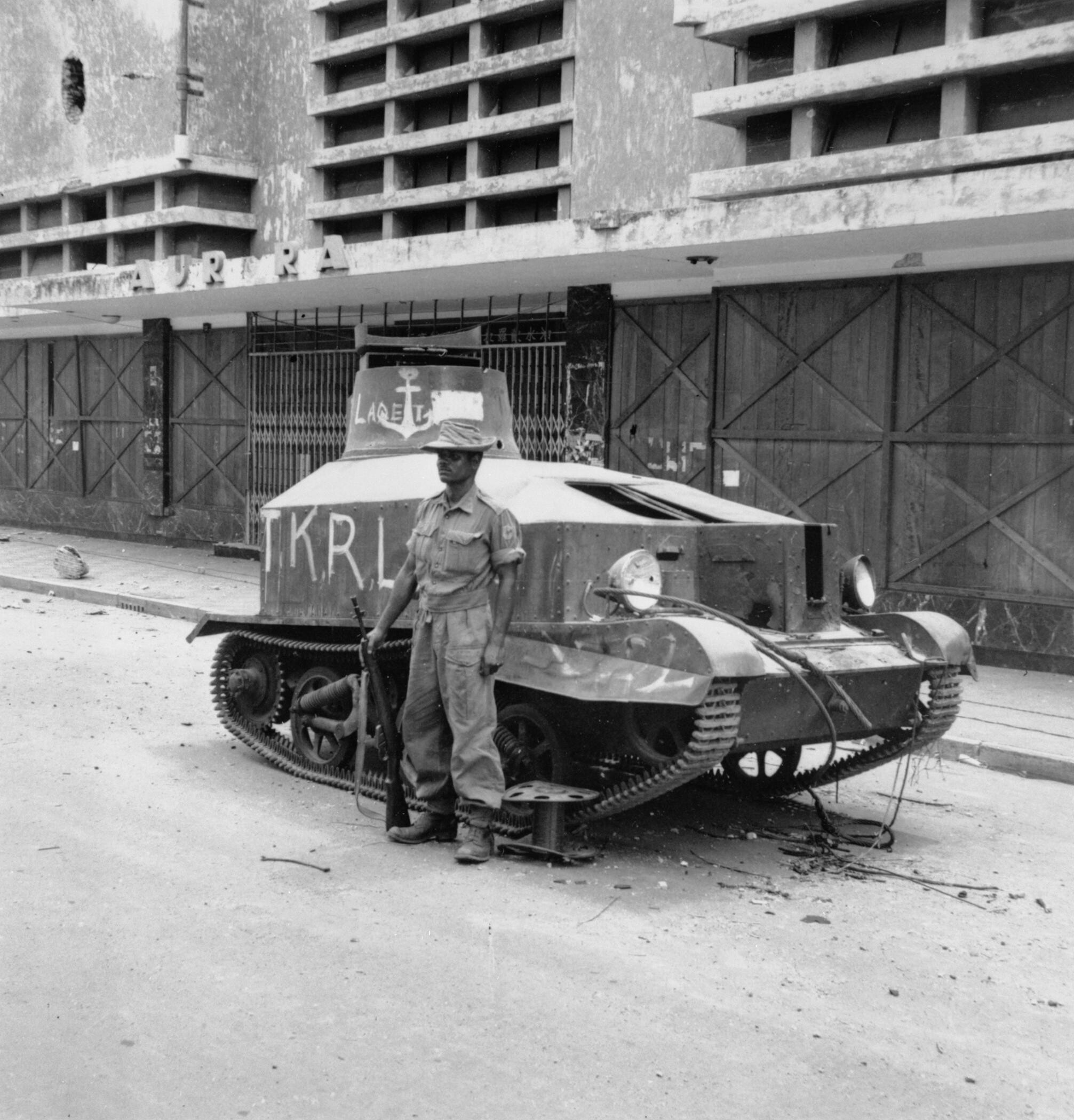
Chenillette blindée japonaise (Marine impériale) improvisée sur un Universal Carrier britannique capturé, livrée aux nationalistes indonésiens et re-capturée par les Britanniques en 1945

Pendant le conflit, le militarisme expansionniste japonais, triomphant et raciste, va faire exploser les empires coloniaux européens. On peut sans doute penser que les nombreuses victoires japonaises de 1941-1942 ont contribué à saper l'autorité et le prestige des puissances coloniales occidentales en Asie, jouant un rôle d'accélérateur des revendications nationalistes asiatiques qui se développeront après guerre.

##### Corée: l'héritage colonial: lesfemmes de réconfortpour les armées japonaises
Plus de 200 000 femmes asiatiques[réf. non conforme] (jusqu'à 400 000 selon les estimations) dont la plupart venues de Corée, et également de Chine, de Formose et des pays d'Asie du Sud furent enrôlées comme femmes de réconfort — terme faussement pudique pour désigner des prostituées serviles — pour les militaires japonais pendant la guerre. Souvent mineures, elles étaient recrutées sous de faux motifs ou enlevées par les forces d'occupation et rassemblées dans des maisons closes, à la disposition des soldats. Ce fait fut pudiquement passé sous silence pendant les décennies qui suivirent. Il fallut attendre la publication d'un manhwa en 2006 pour que cette page honteuse de l'histoire de l'Armée impériale soit connue du grand public, en particulier en Occident[réf. souhaitée]. Le jeudi 30 novembre 2008, le Comité des droits de l'Homme de l'Organisation des Nations unies a officiellement demandé au gouvernement japonais de rétablir la dignité des victimes du système d'esclavage sexuel utilisé par l'armée japonaise après avoir adressé au gouvernement japonais ses observations finales et ses recommandations. Mais ce Comité s'est également dit préoccupé par le fait que le Japon n'ait toujours pas accepté sa responsabilité en ce qui concerne le système des « femmes de réconfort » mis en place pendant la Seconde Guerre mondiale. Il a formulé la recommandation suivante : « Le Japon devrait accepter sa responsabilité légale et présenter des excuses sans réserve pour le système des « femmes de réconfort », d'une manière qui soit acceptable pour la majorité des victimes. À ce sujet, le pays devrait restaurer la dignité des victimes, poursuivre les responsables qui sont encore en vie, prendre immédiatement des mesures législatives et administratives pour indemniser de manière adéquate les survivantes, éduquer les élèves et le public sur la question et sanctionner toute tentative visant à diffamer les victimes ou nier les événements en cause ».

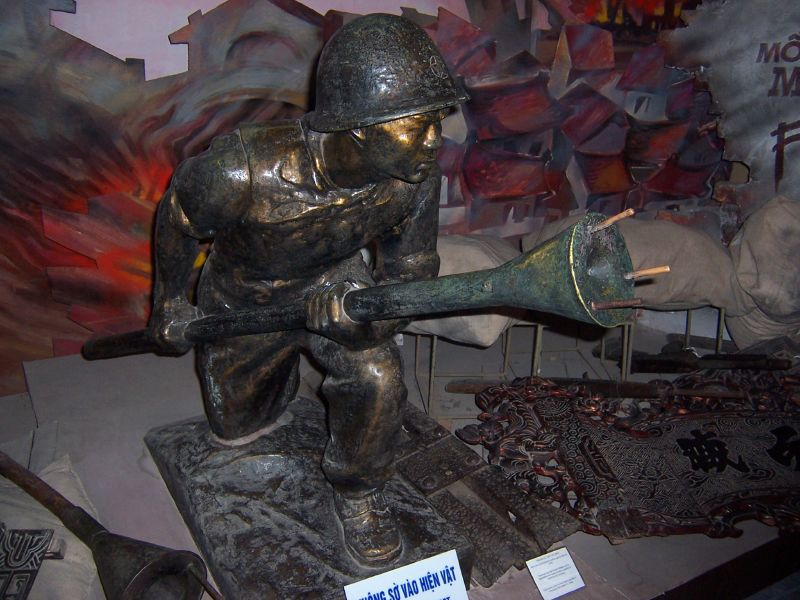
Statue d'un soldat Việt Minh équipé d'une charge antichar et d'un casque japonais

Cette recommandation onusienne faisait suite aux résolutions adoptées par le Canada, les États-Unis et les 27 États membres de l'Union européenne entre 2007 et 2008 exhortant le gouvernement japonais à présenter publiquement, formellement et de manière non ambiguë des excuses pour les crimes commis contre ces femmes. Le parlement de Taïwan adoptait le 11 novembre de cette même année une résolution appelant le gouvernement japonais à agir dans le même sens. La Corée du Sud avait déjà adopté le 27 octobre une résolution similaire

## Structure
- 1870 : armée de 12 000 hommes

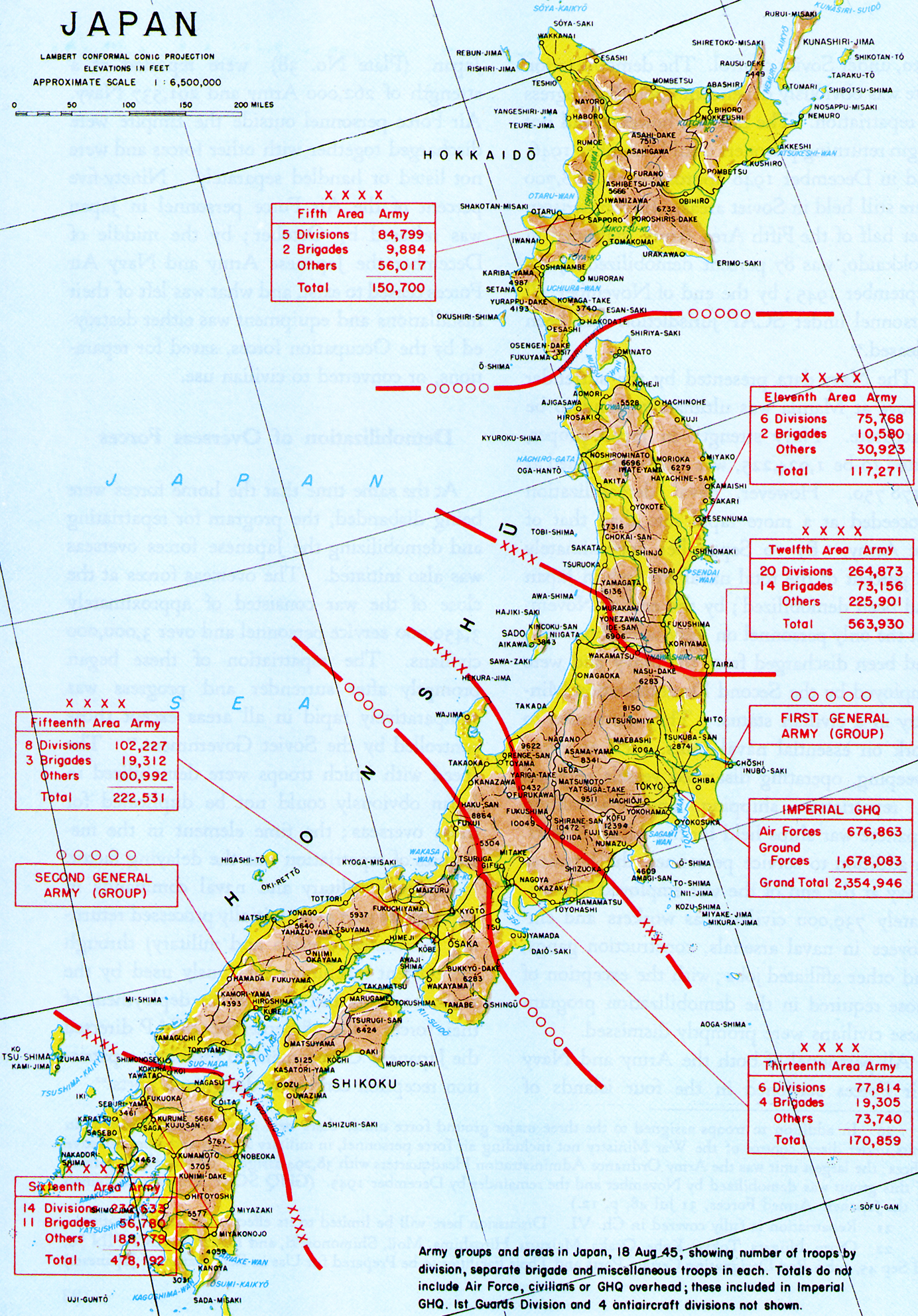
Disposition et effectifs des groupes d'armées de l'Armée impériale japonaise sur l'archipel du Japon après la capitulation de ce pays le 18 août 1945. Les forces aériennes et les effectifs des quartiers-généraux ne sont pas compris dans les chiffres.

- 1885 : armée divisée en 7 divisions (incluant la garde impériale du Japon)
- début 1900 : 12 divisions contenant :
  - Classe A : 380 000 réservistes (personnes de plus de 17 ans et demi ayant été formées pendant 2 ans) constituent la première classe de réservistes
  - 50 000 réservistes de seconde classe
  - 220 000 militaires de profession
  - 4 250 000 personnes pouvant être appelées à combattre.
- 1934 : 17 divisions

À compter de 1937, l'armée dépend du quartier-général impérial (Daihonei) qui coordonne aussi les mouvements de la Marine impériale.
- 1940 : 376 000 militaires de métier et deux millions de réservistes répartis en 31 divisions :
  - 2 divisions au Japon : (dont celle de la garde impériale)
  - 2 divisions en Corée
  - 17 divisions en Chine et en Mandchourie (Mandchoukouo).
- 1941 : 460 000 militaires de métier répartis en 41 divisions.
  - 2 divisions au Japon et en Corée
  - 12 divisions en Mandchourie
  - 27 divisions en Chine.
- 1945 : au 2 septembre 1945, les forces armées japonaises comptabilisaient 6 983 000 militaires dont 5 525 000 dans l'armée de terre, sans compter les milices et le personnel civil, tandis que les pertes militaires furent estimées à 1 402 153 militaires signalés morts ou disparus en action ; en août 1948, 76 960 militaires était encore signalés comme disparus et à quelques exceptions près présumés morts[22]. Les cinq millions de militaires de métier et de réservistes sont répartis en 154 divisions et 136 brigades auxquelles il faut ajouter, pour la défense de l'archipel japonais, une large milice, le corps combattants des citoyens patriotiques (国民義勇戦闘隊, Kokumin Giyū Sentōtai?).

Avant la défaite de 1945, à la tête de l'armée japonaise dont l'empereur est le chef suprême, se trouvent :
- le conseil des maréchaux, sorte de conseil supérieur de la guerre ;
- le ministère de la guerre, qui constitue l'organe supérieur d'administration et d'emploi du personnel ;
- l'état-major, qui se divise lui-même en grand état-major et état-major des troupes.

La hiérarchie des officiers comporte les grades de : général commandant, général lieutenant, général major, colonel, lieutenant colonel, major, capitaine, premier et second lieutenant.

### Infanterie durant la Seconde Guerre mondiale

#### Entraînement

##### Une société japonaise essentiellement axée sur le militarisme

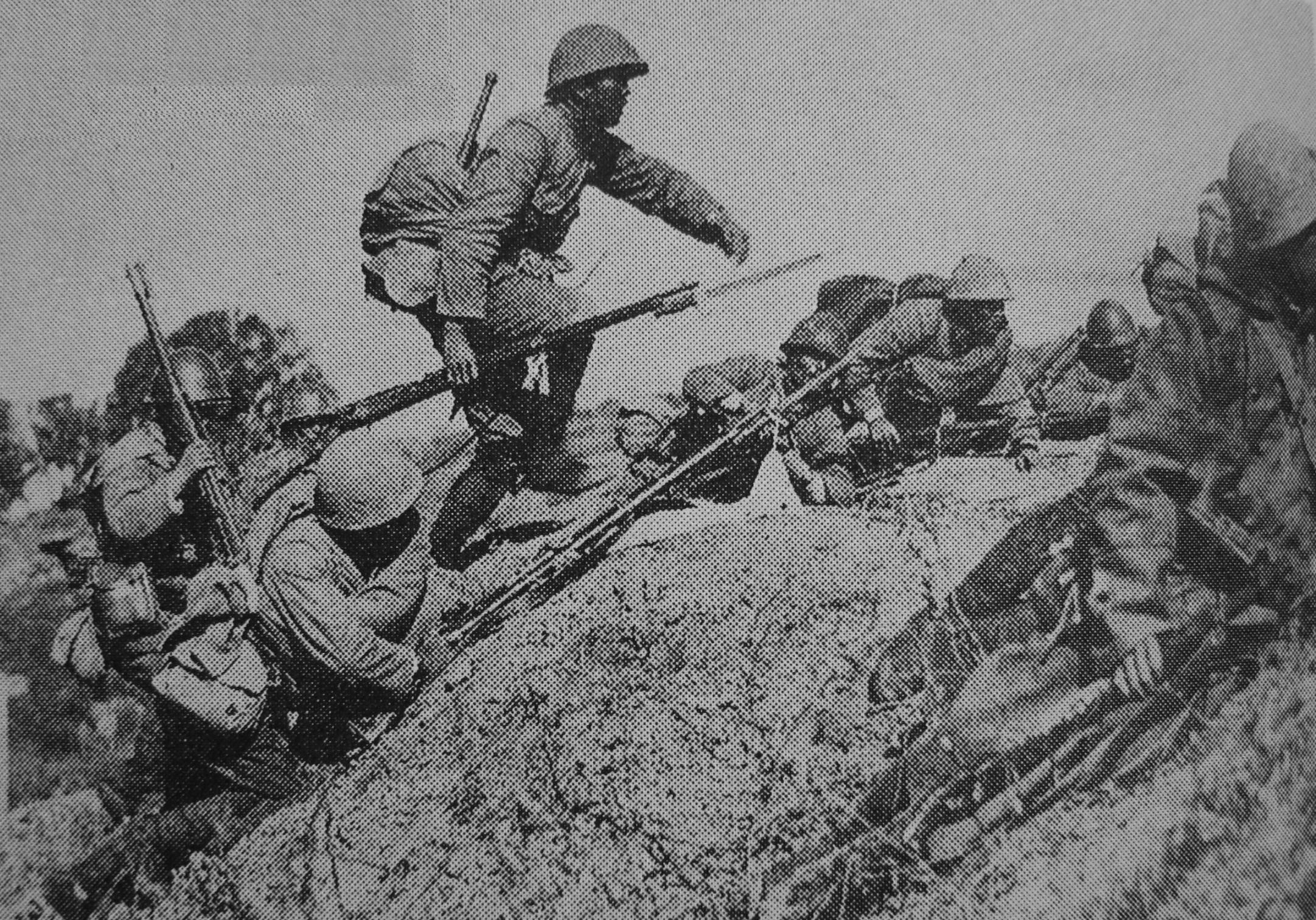
Des heitai du à Dachang en 1937

Un entraînement approprié pour chaque futur soldat (ou heitai) de l'Armée impériale japonais devint nécessaire lorsque l'empire du Japon entra en guerre contre la Chine à partir de 1937. Perçue en tant que « guerre sainte » (seisen) par le gouvernement japonais, chaque famille devait fournir un guerrier à l'armée pour la réussite de la nation et pour l'aider à accomplir sa destinée. Au départ basé sur le volontariat, le recrutement pendant l'ère Shōwa s'organisait avec un système de conscription (chohei seido) en vigueur depuis 1873, qui permettait, par le biais de recruteur, d'inciter les jeunes hommes de dix-sept à vingt ans à s'engager dans l'armée tandis que les plus jeunes pouvaient participer à l'effort de guerre. La propagande jouait également un rôle dans le militarisme japonais.
Au sein de la société nippone, l'éducation que recevait les enfants était axée sur les rudiments de l'instruction militaire. Ainsi, en quittant leur scolarité une fois plus âgé, ceux-ci s'entraînaient comme des soldats avant d'intégrer l'armée. À dix-sept ans, même en période de paix, les jeunes japonais devaient se présenter au bureau de police proche de leur domicile pour faire enregistrer leur accessibilité au service militaire. De plus, chaque individu de vingt ans était classé en fonction de sa condition physique. En effet, ceux qui mesuraient au moins 1,52 m et aptes au service actif (genekihei) étaient rangés dans la classe A. La classe B1 regroupait les individus souffrant de légers problèmes de vision ou d'audition tandis que les classes B2 et B3 étaient réservées à des individus souffrant de problèmes similaires mais plus grave (ils sont ainsi placés sur une liste de réserve [hojuhei]). Enfin, concernant les classes C, D et E comprenaient les hommes de petite taille ou présentant un handicap grave permanent ou temporaire. Ces derniers sont soit affectés à la deuxième armée nationale, soit dispensé de service.
En début d'année 1937, plus de 150 000 recrues intégrèrent l'Armée impériale.

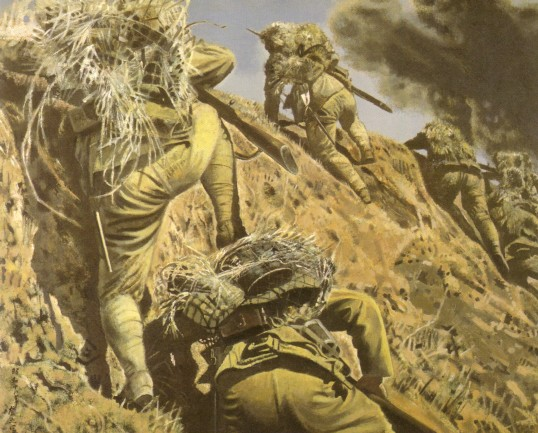
Vue artistique de Toshi Shimizu (1887-1945) à propos de la combativité des heitai de l'Armée impériale japonaise

Pendant la Seconde Guerre mondiale, le département de la Guerre des États-Unis fit la description générale du heitai Shōwa dans « Morale, Characteristics of Japenese Soldier », Intelligence Bulletin, en novembre 1943 :

« Les qualités du soldat nippon se résument comme suit :

a. Physiquement, il est résistant et fort.

b. En défense, il est généralement tenace jusqu'à la mort.

c. Il est audacieux et courageux, particulièrement lorsque ses camarades sont autour et quand il a l'avantage du terrain et de la puissance de feu.

d. À cause de son bon entraînement, il est généralement « comme chez lui » dans la jungle.

e. Sa discipline (particulièrement sa discipline à l'arme à feu) est habituellement bonne.
Ses défauts se résument comme suit :

a. Il est sujet à la panique lorsqu'il est confronté à l'inattendu.

b. Il n'est pas toujours ferme en combat.

c. Son habileté au tir est faible.

d. Sous certaines conditions, il est dépourvu d'imagination ; il est un pauvre penseur lorsqu'il se retrouve laissé à lui-même.
Les observations conviennent qu'il n'y a rien de « super » au sujet du soldat japonais et qu'il a les faiblesses humaines usuelles. »
L'historien Hirofumi Hayashi note que « l'armée entraîna les soldats à étouffer en eux tout sentiment humain pour devenir des machines à tuer. Pendant les périodes de guerres coloniales, les nouvelles recrues devaient assister à une sorte de cérémonie au cours de laquelle des indigènes (habitants des pays conquis) étaient tués à la baïonnette : quiconque ne supportait pas cette épreuve n'était pas considéré comme un soldat à part entière. » Les sous-officiers pouvaient régulièrement faire l'objet de violences de la part de leurs supérieurs.

#### Division
Les divisions d'infanterie sont en général du type triangulaire, avec 12 000 hommes en 3 régiments de 3 bataillons. Chaque régiment a une batterie de 4 canons antichar 37 mm et une de 4 canons de montagne de 75 mm. Chaque bataillon a 2 obusiers légers de 70 mm. Le régiment d’artillerie possède 5 canons antichar de 37 mm, 24 canons de 75 mm et 12 canons de 100 mm.
Le soutien d’artillerie est en général assuré par les brigades d’artillerie lourde de campagne comprenant deux régiments, l’un avec 16 obusiers de 150 mm (2 bataillons, chacun avec 2 batteries de 4 obusiers) et l’autre avec 16 canons de 100 mm.

#### Armement
- Armes blanches
  - La vision hollywoodienne de l'officier japonais armé d'un superbe sabre de samurai relève de la légende, grandement inspirée par la propagande anti-japonaise américaine des années 1940. Ce type d'armes précieuses faisait partie du patrimoine familial et en dehors des officiers supérieurs — pour d'évidents motifs de prestige politique personnel — rares furent les officiers qui s'armèrent réellement de sabres traditionnels au combat. L'armée fournissait elle-même ce type d'armes blanches, soit dans un modèle type sabre traditionnel, soit dans un modèle à garde de type européen.
  - Baïonnette Type Arisaka
- Armes de poing
  - Revolver Type 26, Nambu Type 1, Nambu Type 14, Type 94
- Fusils/Carabines
  - Type 38, carabine de cavalerie Type 38, carabine de cavalerie Type, fusil de précision Type 97, Type 99, Type I
- Pistolets mitrailleurs
  - Type 100, Type II PM
- Fusils mitrailleurs
  - Type 11, Type 92, Type 96, Type 97, Type 99
- Mitrailleuses lourdes
  - Mitrailleuse lourde Type 1, mitrailleuse lourde Type 3 Taisho, mitrailleuse lourde Type 92
- Grenades
  - Type 4 grenade, Type 10 grenade, grenade Type 91, grenade Type 97, grenade Type 99
- Armes collectives d'appui
  - Lance-flammes Type 93 et Type 100, lance grenade Type 10, lance-grenade Type 89, tromblon lance-grenade Type 2, fusil antichar Type 97 20 mm, Lance-roquettes antichar Type 4 70 mm
- Mortiers
  - Type 98 50 mm, Type 11 70 mm, Type 3 31 mm (copie du Brandt-Stokes), Type 99 81 mm, Type 97 81 mm (à l'échelon du bataillon), Type 94 90 mm, Type 97 90 mm, Type 97 150 mm
- Munitions
  - 9 mm Japanese, 8 × 22 mm Nambu, 7 × 20 mm Nambu, 6,5 × 50 mm Arisaka, 7,7 × 58 mm Arisaka, 7,7 × 58 mm SR
- Canons
  - Canon Type 89 de 15 cm, Obusier de type 96 de 24 cm

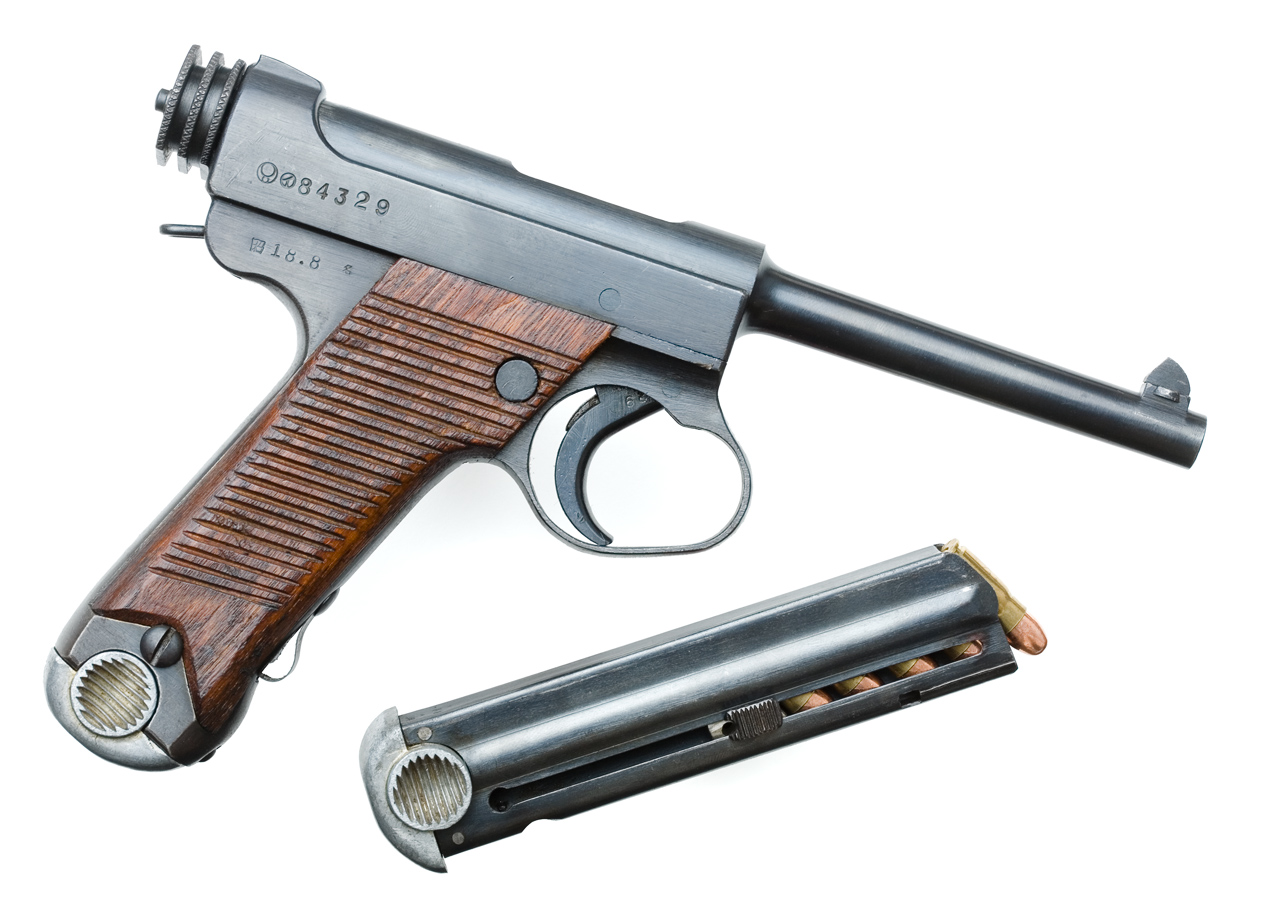
Un Nambu type 14 et son chargeur
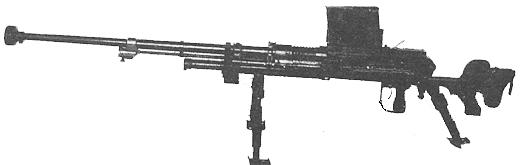
Fusil antichar Type 97.1
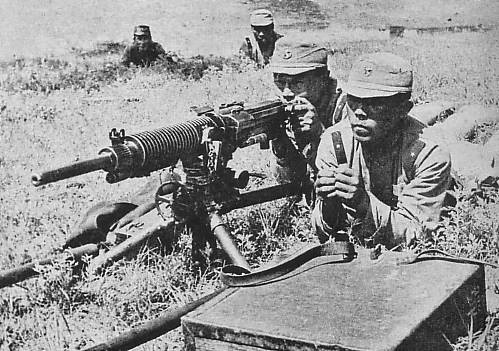
Mitrailleuse Type 3 Taisho utilisée par des soldats chinois
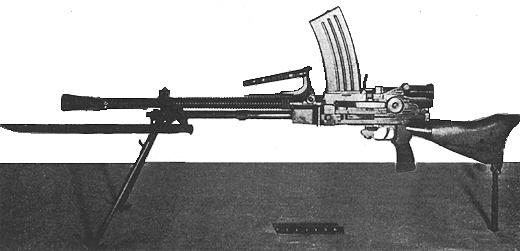
Mitrailleuse Type 99
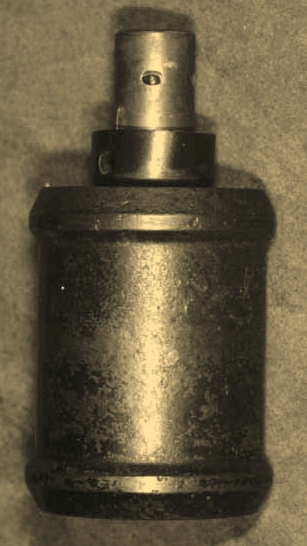
Grenade à main type 99
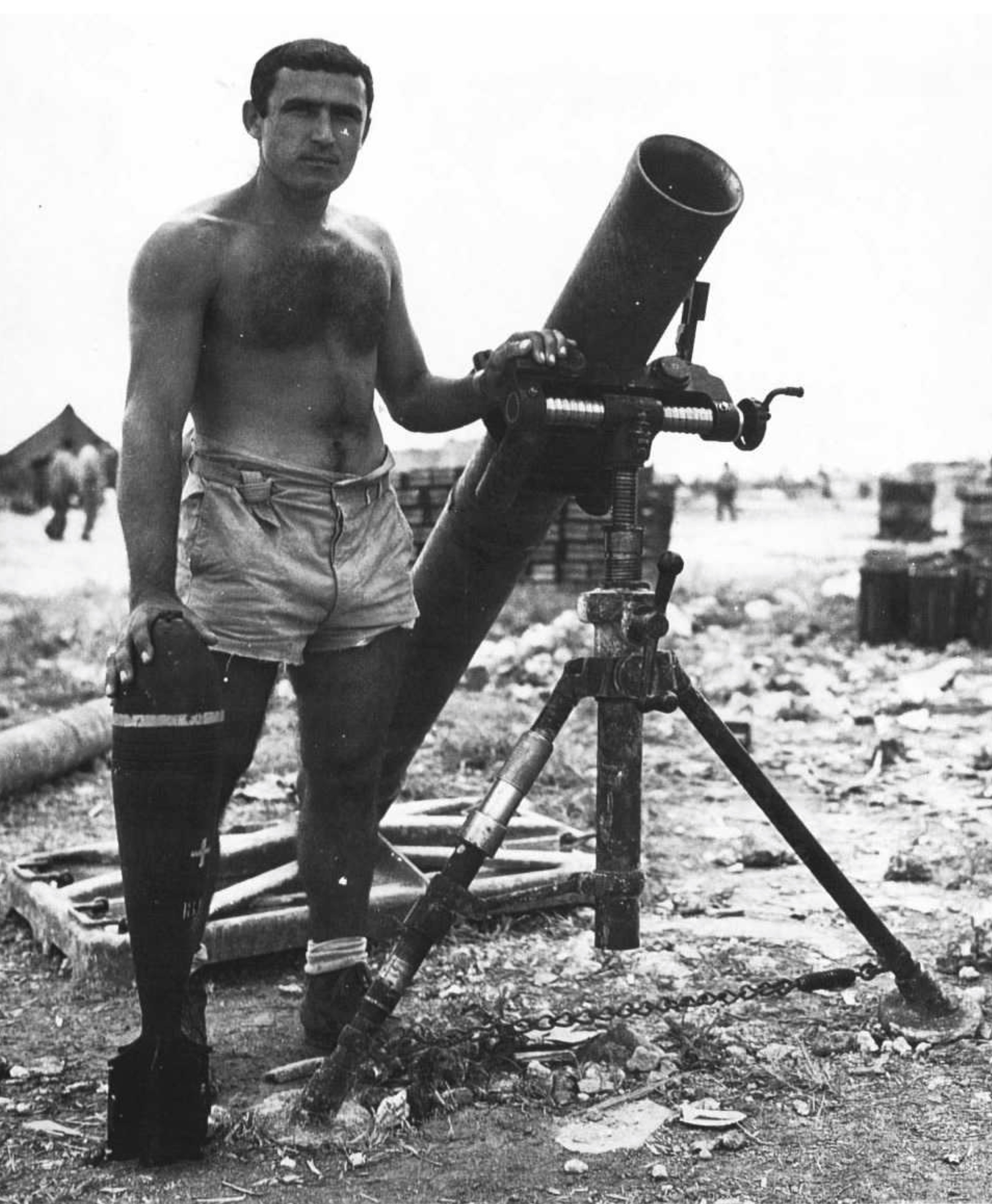
Un soldat allié pose près d'un mortier lourd Type 97 capturé à Peleliu.

### Arme blindée japonaise

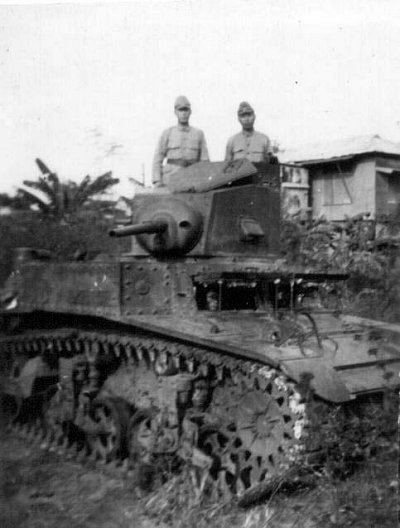
Chars américain léger M3 Stuart capturé aux Philippines en 1942. Du matériel américain saisi fut abondamment utilisé par les Japonais et récupéré par les Américains en 1944.

#### Organisation
En 1937, l’IJA a créé une brigade mobile mixte de deux régiments de chars soutenus par un régiment d’infanterie motorisée. Mais cette brigade a été dissoute en 1938. En Chine, les chars sont utilisés en unités de l’ordre de la compagnie (le régiment n’ayant qu’une existence administrative), comme soutien de l’infanterie. Avec le déploiement des Type-95 et Type-97, les blindés commencent à être de plus en plus utilisés de façon indépendante et les mots charge de chars à être usités de plus en plus fréquemment dans les rapports de combat comme dans les instructions. Cependant, de telles charges de chars sont effectuées par les chars seuls, sans soutien d’infanterie et contre un ennemi dépourvu de canons antichars et mal entraîné.
Une brigade blindée comporte deux ou trois régiments, normalement un de chars moyens et deux de chars légers, totalisant jusqu’à 170 chars, dont 38 Type-97 moyens, 20 Type-89 moyens, 91 Type-95 légers et 20 chenillettes Type-94. Le régiment de chars moyens inclut trois compagnies de ligne avec chacune 10 Type-97 moyens CHI-HA, une compagnie de ligne avec 13 Type-95 légers HA-GO, un peloton de 4 Type-97 attaché au quartier-général du régiment et jusqu’à 7 chenillettes. Le régiment de chars légers inclut normalement trois compagnies de ligne avec chacune 10 Type-95 légers HA-GO, une compagnie de réserve avec 7 Type-95 légers (37 Type-95 en tout), une compagnie de ligne avec 10 Type-89 moyens CHI-RO et 3 chenillettes. Un régiment indépendant inclut deux compagnies de ligne dotées chacune de 10 chars moyens Type-89, une compagnie de réserve avec 7 Type-89, un peloton de 4 chars moyens Type-97 et 10 chenillettes, soit 41 véhicules.
En 1944, il existe 4 divisions de deux brigades de deux régiments mais ces regroupements sont avant tout administratifs, les chars étant dispersés entre plusieurs fronts.
Au printemps 1944, la première division blindée (autonome et indépendante) est déployée en Chine. Face à des forces Chinoises dépourvu de moyens anti-char, elle remporte quelques succès qui sont suffisants pour pousser le haut commandement à créer une deuxième division blindée qui sera déployée aux Philippines.
À partir de 1944, les divisions blindés japonaises, sont organisées sur la base de trois régiments blindés, plus une unité d'infanterie mécanisée formée d'un régiment d’infanterie mécanisée à trois bataillons, un bataillon autonome antichar, un bataillon antiaérien, un bataillon de reconnaissance blindé (10 chars moyens, 31 légers).
En théorie, cela représente les effectifs suivant :
- 11 000 hommes ;
- 309 chars dont 137 légers et 172 modèles moyens ;
- environ 50 canons antichar de 37 à 47 mm ;
- 8 canons antiaérien de 75 mm et 24 mitrailleuses antiaériennes.

Le rôle marginal des chars dans la guerre n'a permis le développement tardif que d'un embryon d'arme blindée autonome.
La fin de la guerre voit la création au Mandchoukouo et au Japon de neuf brigades blindées indépendantes, regroupant chacune deux régiments de chars.

#### Blindés utilisés
- Blindés étrangers
  - Heavy Tank Mk IV Male britannique - Type 78 dans la terminologie japonaise : un exemplaire à titre expérimental ;
  - Medium Tank/Cavalry Tank Whippet MkA - Type 79 : nombre inconnu, en service jusqu'en 1929 ;
  - Medium Tank Vickers MkC - Type 89 : Quelques exemplaires à titre expérimental - deux détruits ou endommagés dans un accident suivi d'incendie ;
  - Renault FT - (Type 79 Ko-Gata).
- Chenillettes
  - Modèle 2592 (1932)
  - Modèle 2594 (1934)
  - Modèle 2597 (1937)
- Chars légers
  - Modèle 2593 (1933)
  - Modèle 2595 Ha-Go (1935)
  - Modèle 2589A (1929) et 2598B (id.)
- Chars moyens
  - Modèle 2597 Chi-ha (1937) et variantes : environ 2 100 type 97 Chi-Ha de 16 tonnes allaient ainsi être fabriqués et mis en service entre 1938 et 1945, soit à la cadence de 300 chars par an.
- Autres
- Matériel ennemi capturé

### Une armée avec sa propre marine

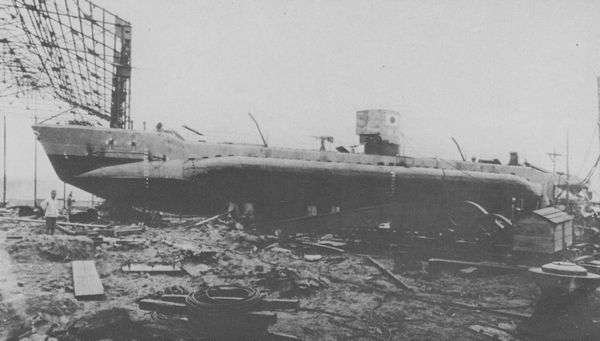
Le sous-marin de transport Yu 1 en construction en 1943 par Hitachi au chantier naval Kasado de Kudamatsu.

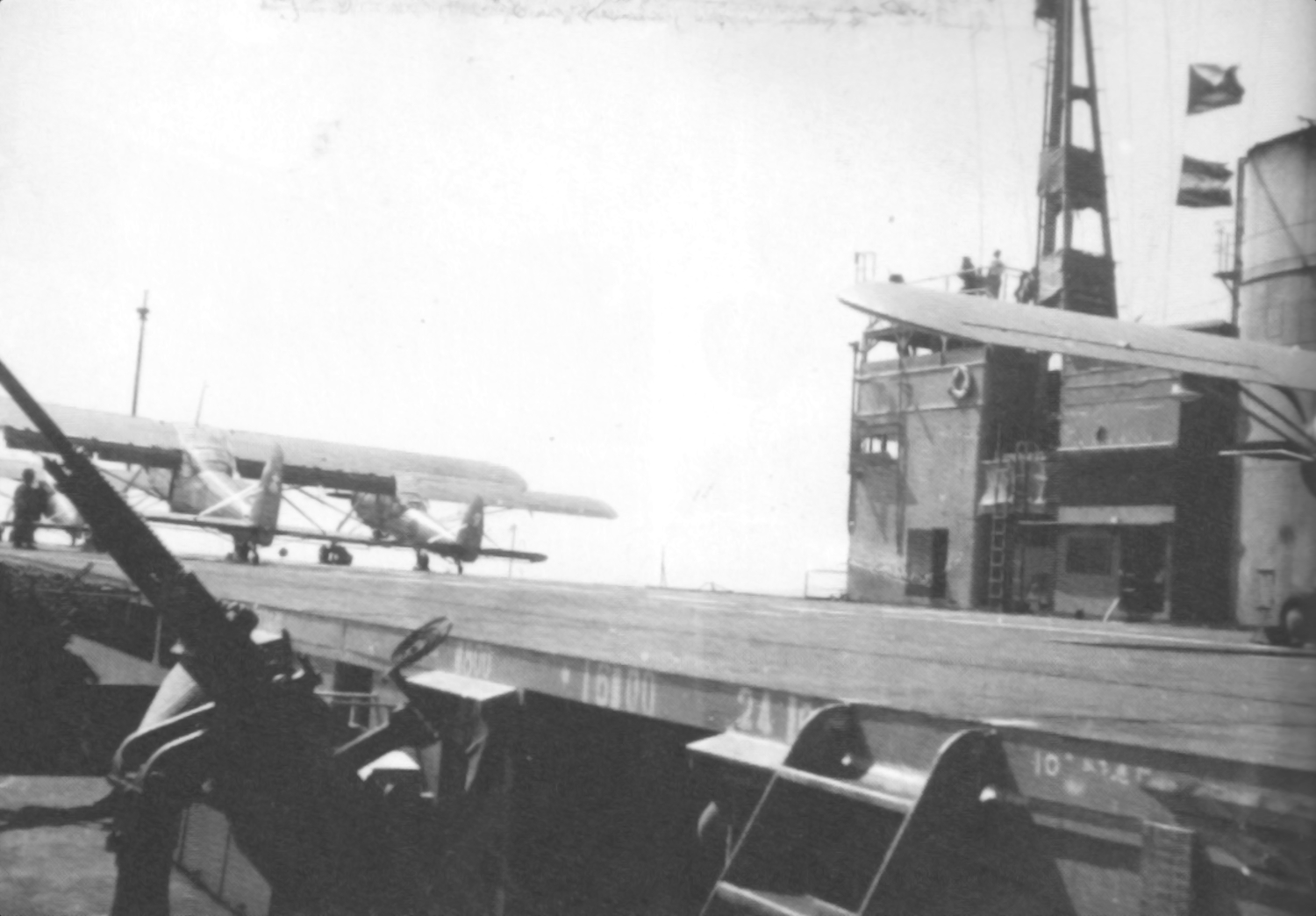
Le Akitsu Maru en 1942 embarquant des avions de liaison Kokusai Ki-76. Cet avion léger peut emporter deux grenades anti-sous-marines.

L'armée de terre japonaise, en doublon avec la Marine impériale, montrant la mauvaise coordination entre les deux armées mettant en œuvre des stratégies différentes, a mis en œuvre sa propre flotte dont des transports de troupes et des navires-hôpitaux.
À partir de 1942, un porte-avions d'escorte et onze navires de guerre amphibie sont construits, principalement depuis des navires convertis, qui serviront essentiellement au transport d'avions et de navires de débarquements, tandis que plusieurs autres ont vu leur construction arrêté par la défaite de 1945. Parmi eux, l'Akitsu Maru et le Kumano Maru furent équipés, entre autres, d'autogyres, les Kayaba Ka-1, et d'avions de liaison Kokusai Ki-76, qui pouvaient entre autres être équipés de respectivement une ou deux grenade anti-sous-marine de 60 kg.
Avec d'abord le Shinshū Maru puis ensuite l'Akitsu Maru et autres navires du type, l'armée se dote d'une des meilleur force de débarquement de son temps, ces navires pouvant déployer plusieurs embarcations de débarquement de classe Daihatsu, ainsi que divers aéronefs, étant précurseurs des navires de guerre amphibie moderne.
À partir de 1943, elle décida également de construire une flotte de sous-marins de transport pour ravitailler les garnisons isolés dans les îles du Pacifique. 400 véhicules de transport sous-marin Type 3 Maru Yu furent programmés, 39 mis en service et 5 perdus avant la fin de la guerre. Leur équipage provenaient du corps blindé.